# Kollegah/Diskografie
Diese Diskografie ist eine Übersicht über die musikalischen Werke des deutschen Rappers Kollegah. Den Quellenangaben und Schallplattenauszeichnungen zufolge hat er bisher mehr als 2,1 Millionen Tonträger verkauft, davon allein in seiner Heimat über 1,8 Millionen. Er stand bis heute elf Mal an der Spitze der deutschen Albumcharts und ist der Rapper mit den meisten Nummer-eins-Alben im deutschsprachigen Raum (Stand: August 2024).
Kollegah veröffentlichte seine ersten Lieder im Jahr 2004 in der Reimliga Battle Arena unter dem Pseudonym DERKOLLEGAH. Ein Jahr später veröffentlichte er sein erstes Mixtape, das Zuhältertape gratis auf seiner Website, das im Dezember 2005 über Selfmade Records wiederveröffentlicht wurde. Den ersten Charterfolg mit Platz 51 erzielte Kollegah im Jahr 2007 mit seinem Debütalbum Alphagene. Im Jahr 2014 erschien mit King sein aktuell erfolgreichstes Album. Das Album konnte sich innerhalb von 24 Stunden über 100.000 Mal verkaufen und wurde vom BVMI mit drei Goldenen Schallplatten für mehr als 300.000 Verkäufe ausgezeichnet.
Zwischen 2005 und 2016 erschienen Kollegahs Musikstücke ausschließlich über das Düsseldorfer Label Selfmade Records. Seit 2016 veröffentlicht Kollegah seine Musikstücke über sein eigenes Label Alpha Music Empire.

## Alben

### Studioalben
Bisher erschienen elf Studioalben des Künstlers, von denen alle in die Charts einstiegen. Von seinem vierten Studioalbum King an belegten fünf aufeinanderfolgende Studioalben bis Alphagene II die Spitzenposition in den deutschen Charts. Der Tonträger King ist zugleich das erfolgreichste Album Kollegahs mit über 325.000 verkauften Einheiten, gefolgt von dem Zuhältertape Vol. 4 mit über 217.500 Verkäufen. Insgesamt wurden Kollegahs Studioalben mit zwei Goldenen Schallplatten und zwei Platin-Schallplatten in Deutschland und jeweils einer Goldenen und einer Platin-Schallplatte in Österreich und der Schweiz ausgezeichnet. King hielt sich mit 23 Wochen am längsten in den deutschen Charts. Die Gesamtverkäufe seiner Studioalben belaufen sich auf über 742.500, von denen er für 662.500 verkaufte Einheiten Schallplattenauszeichnungen erhielt.

| Jahr | Titel Musiklabel                                                        | Höchstplatzierung, Gesamtwochen, AuszeichnungChartplatzierungen (Jahr, Titel, Musiklabel, Platzierungen, Wochen, Auszeichnungen, Anmerkungen) | Höchstplatzierung, Gesamtwochen, AuszeichnungChartplatzierungen (Jahr, Titel, Musiklabel, Platzierungen, Wochen, Auszeichnungen, Anmerkungen) | Höchstplatzierung, Gesamtwochen, AuszeichnungChartplatzierungen (Jahr, Titel, Musiklabel, Platzierungen, Wochen, Auszeichnungen, Anmerkungen) | Anmerkungen                                                 |
| Jahr | Titel Musiklabel                                                        | DE | AT | CH | Anmerkungen                                                 |
| ---- | ----------------------------------------------------------------------- | --- | --- | --- | ----------------------------------------------------------- |
| 2007 | Alphagene Selfmade Records                                              | DE51 (1 Wo.)DE | — | — | Erstveröffentlichung: 16. November 2007 Verkäufe: + 20.000  |
| 2008 | Kollegah Selfmade Records                                               | DE17 (2 Wo.)DE | AT48 (1 Wo.)AT | — | Erstveröffentlichung: 29. August 2008 Verkäufe: + 20.000    |
| 2011 | Bossaura Selfmade Records                                               | DE5 (4 Wo.)DE | AT19 (2 Wo.)AT | CH14 (1 Wo.)CH | Erstveröffentlichung: 14. Oktober 2011 Verkäufe: + 40.000   |
| 2014 | King Selfmade Records                                                   | DE1 ×3Dreifachgold · (23 Wo.)DE | AT1 Platin · (15 Wo.)AT | CH1 Gold · (11 Wo.)CH | Erstveröffentlichung: 9. Mai 2014 Verkäufe: + 325.000       |
| 2015 | Zuhältertape Vol. 4 Selfmade Records                                    | DE1 Platin · (22 Wo.)DE | AT2 Gold · (11 Wo.)AT | CH2 Gold · (9 Wo.)CH | Erstveröffentlichung: 11. Dezember 2015 Verkäufe: + 217.500 |
| 2016 | Imperator Alpha Music Empire                                            | DE1 Gold · (20 Wo.)DE | AT1 (7 Wo.)AT | CH1 (6 Wo.)CH | Erstveröffentlichung: 9. Dezember 2016 Verkäufe: + 100.000  |
| 2018 | Monument Alpha Music Empire                                             | DE1 (13 Wo.)DE | AT1 (7 Wo.)AT | CH1 (9 Wo.)CH | Erstveröffentlichung: 7. Dezember 2018                      |
| 2019 | Alphagene II Alpha Music Empire                                         | DE1 (11 Wo.)DE | AT7 (8 Wo.)AT | CH3 (7 Wo.)CH | Erstveröffentlichung: 13. Dezember 2019                     |
| 2021 | Zuhältertape Vol. 5 Alpha Music Empire                                  | DE5 (6 Wo.)DE | AT3 (5 Wo.)AT | CH2 (5 Wo.)CH | Erstveröffentlichung: 8. Oktober 2021                       |
| 2022 | Free Spirit Alpha Music Empire                                          | DE8 (5 Wo.)DE | AT9 (3 Wo.)AT | CH10 (1 Wo.)CH | Erstveröffentlichung: 5. August 2022                        |
| 2023 | La Deutsche Vita Alpha Music Empire                                     | DE1 (5 Wo.)DE | AT10 (2 Wo.)AT | CH6 (3 Wo.)CH | Erstveröffentlichung: 7. Juli 2023                          |
| 2023 | C.B.A. – Cross Border Armageddon – The English Album Alpha Music Empire | DE83 (1 Wo.)DE | — | — | Erstveröffentlichung: 3. November 2023                      |
| 2024 | Still King Alpha Music Empire                                           | DE1 (4 Wo.)DE | AT13 (2 Wo.)AT | CH1 (4 Wo.)CH | Erstveröffentlichung: 2. August 2024                        |

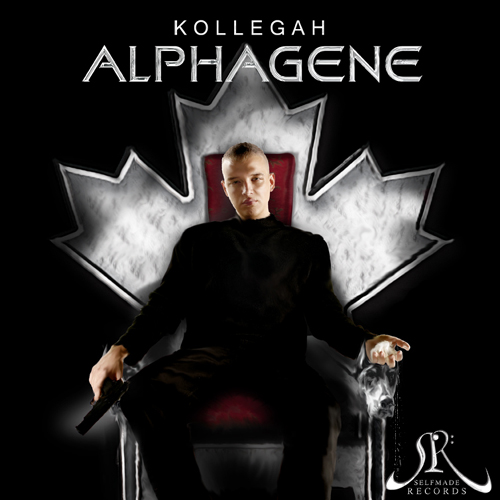
„Alphagene“
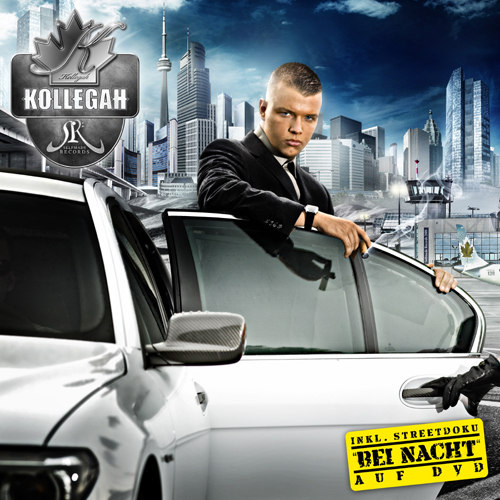
„Kollegah“
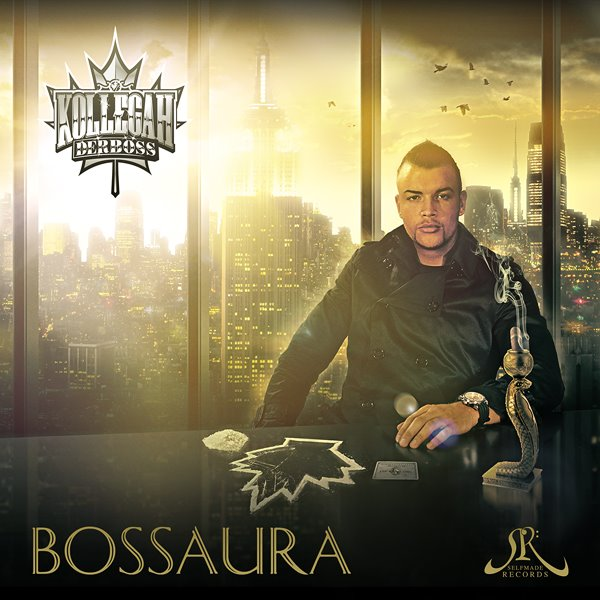
„Bossaura“
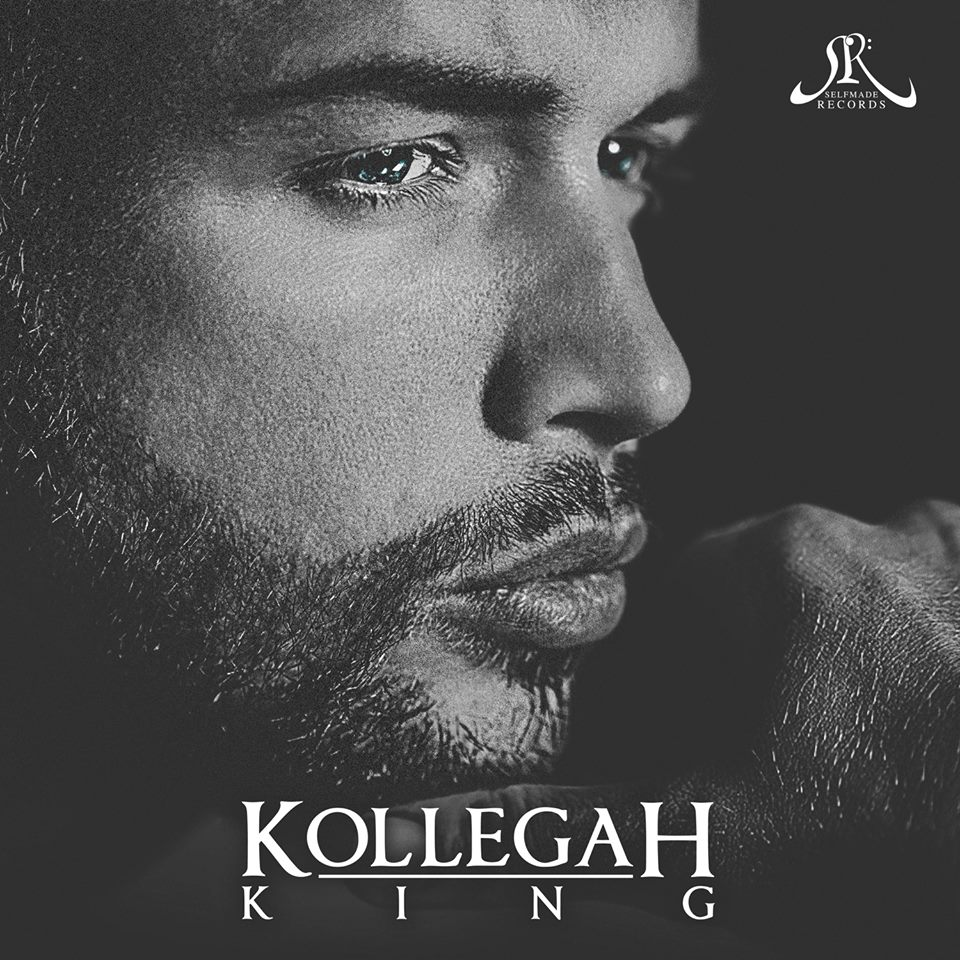
„King“
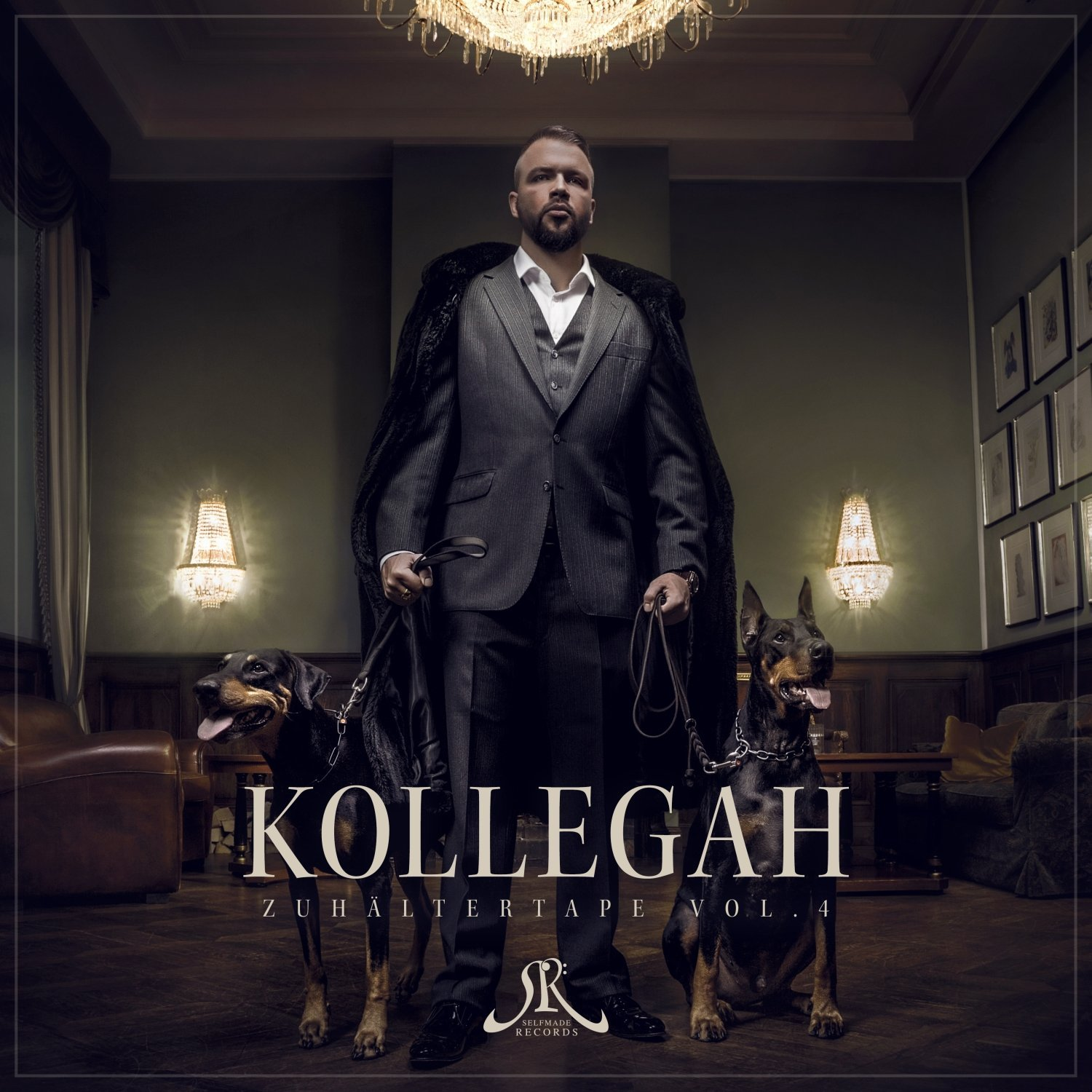
„Zuhältertape Volume 4“

### Kollaboalben
Kollegah veröffentlichte bisher insgesamt vier Kollaboalben mit Farid Bang. Im Juni 2009 veröffentlichten die Künstler Jung, brutal, gutaussehend, welches auf Platz 30 der Deutschen Charts einstieg, in denen es sich jedoch nur eine Woche halten konnte. Vier Jahre später erschien Jung, brutal, gutaussehend 2 mit dem sich Kollegah und Farid Bang die Spitze der Charts in Deutschland, Österreich und der Schweiz sichern konnten. Außerdem erhielten sie ihre ersten Schallplattenauszeichnungen für über 107.500 Verkauften Einheiten. Im Dezember 2017 kam die JBG-Trilogie mit Jung, brutal, gutaussehend 3 zum Ende. Das Album konnte acht Tage vor dem offiziellen Release den Goldstatus in Deutschland erreichen und im darauffolgenden Jahr Platinstatus. Mitte Dezember konnten sie auch in Österreich die Goldplatte vorweisen.
Alle drei JBG-Alben wurden von der BPjM indiziert.
Im August 2018 veröffentlichten die beiden mit Platin war gestern ihr viertes gemeinsames Album. Nach der Indizierung von Jung, brutal, gutaussehend 3 wurde das Album mit dem Titel Jung, brutal, gutaussehend XXX im September 2018 zum Streamen wiederveröffentlicht, wobei die indizierten Songs herausgenommen wurden. Im Jahr 2021 erschien mit Asche das Album Natural Born Killas.

| Jahr | Titel Musiklabel                                                   | Höchstplatzierung, Gesamtwochen, AuszeichnungChartplatzierungen (Jahr, Titel, Musiklabel, Platzierungen, Wochen, Auszeichnungen, Anmerkungen) | Höchstplatzierung, Gesamtwochen, AuszeichnungChartplatzierungen (Jahr, Titel, Musiklabel, Platzierungen, Wochen, Auszeichnungen, Anmerkungen) | Höchstplatzierung, Gesamtwochen, AuszeichnungChartplatzierungen (Jahr, Titel, Musiklabel, Platzierungen, Wochen, Auszeichnungen, Anmerkungen) | Anmerkungen |
| Jahr | Titel Musiklabel                                                   | DE | AT | CH | Anmerkungen |
| ---- | ------------------------------------------------------------------ | --- | --- | --- | --- |
| 2009 | Jung, brutal, gutaussehend Selfmade Records                        | DE30 (1 Wo.)DE | — | — | Erstveröffentlichung: 19. Juni 2009; mit Farid Bang indiziert im Juni 2012                                                                   |
| 2013 | Jung, brutal, gutaussehend 2 Selfmade Records                      | DE1 Gold · (13 Wo.)DE | AT1 Gold · (8 Wo.)AT | CH1 (6 Wo.)CH | Erstveröffentlichung: 8. Februar 2013; mit Farid Bang Verkäufe: + 157.500; indiziert im Januar 2014                                          |
| 2017 | Jung, brutal, gutaussehend 3 Banger Musik, Alpha Music Empire, BMG | DE1 (33 Wo.)DE | AT1 Gold · (19 Wo.)AT | CH1 (13 Wo.)CH | Erstveröffentlichung: 1. Dezember 2017 mit Farid Bang; Platin-Auszeichnung in DE revidiert, Verkäufe: + 207.500; indiziert im September 2018 |
| 2018 | Platin war gestern Banger Musik, Alpha Music Empire                | DE1 (9 Wo.)DE | AT1 (4 Wo.)AT | CH1 (4 Wo.)CH | Erstveröffentlichung: 10. August 2018 mit Farid Bang                                                                                         |
| 2021 | Natural Born Killas Alpha Music Empire                             | DE1 (3 Wo.)DE | AT3 (2 Wo.)AT | CH13 (2 Wo.)CH | Erstveröffentlichung: 22. Januar 2021 mit Asche                                                                                              |

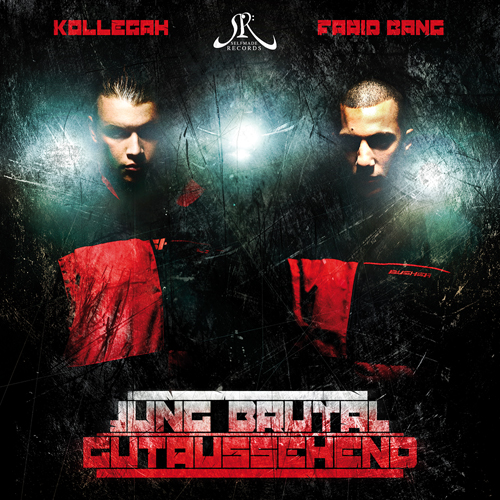
„Jung, brutal, gutaussehend“
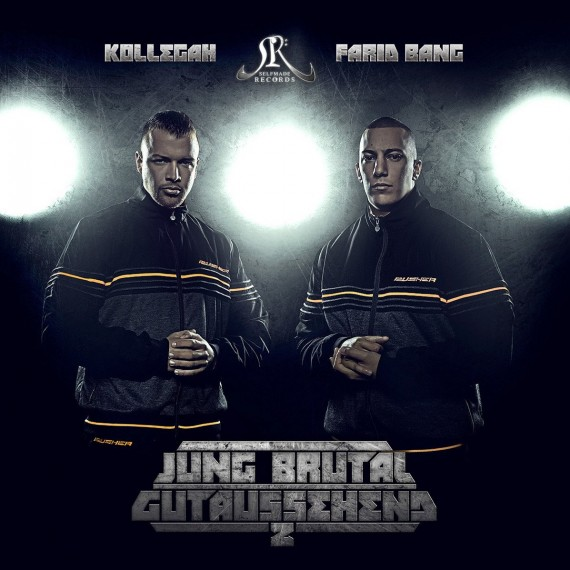
„Jung, brutal, gutaussehend 2“

### Kompilationen
| Jahr | Titel  | Höchstplatzierung, Gesamtwochen, AuszeichnungChartplatzierungen (Jahr, Titel, Platzierungen, Wochen, Auszeichnungen, Anmerkungen) | Höchstplatzierung, Gesamtwochen, AuszeichnungChartplatzierungen (Jahr, Titel, Platzierungen, Wochen, Auszeichnungen, Anmerkungen) | Höchstplatzierung, Gesamtwochen, AuszeichnungChartplatzierungen (Jahr, Titel, Platzierungen, Wochen, Auszeichnungen, Anmerkungen) | Anmerkungen                         |
| Jahr | Titel  | DE | AT | CH | Anmerkungen                         |
| ---- | ------ | --- | --- | --- | ----------------------------------- |
| 2017 | Legacy | DE2 (7 Wo.)DE | AT8 (3 Wo.)AT | CH11 (2 Wo.)CH | Erstveröffentlichung: 14. Juli 2017 |

Weitere Kompilationen
- 2017: Lyrik Lounge Compilation (mit Bosshafte Beats)
- 2018: Freetracks Compilation (mit Bosshafte Beats)

### Mixtapes
Kollegahs erstes Mixtape, das Zuhältertape, erschien im Juli 2005 gratis auf seiner Website und wurde nach eigenen Aussagen über 5000 Mal heruntergeladen. Im Dezember des gleichen Jahres erschien das Zuhältertape (X-Mas Edition), eine Wiederveröffentlichung, über Selfmade Records. Im Juni 2006 erschien mit Boss der Bosse der zweite Teil der Zuhältertape-Pentalogie und drei Jahre später das Zuhältertape Volume 3, welches exklusiv über den Selfmade-Records-Online-Shop vertrieben wurde. Das Hoodtape Volume 1 erschien als Teil einer limitierten Steelbox der Zuhältertape-Trilogie und die Wiederveröffentlichung, das Hoodtape Volume 1 X-Mas Edition erschien Ende Dezember 2010. Das Hoodtape Volume 2 erschien exklusiv in der Deluxe-Box des Albums Imperator. Das Golden Era Tourtape entstand während der Imperator-Tournee und erschien in der Limited-Gold-Award-Edition des Albums Legacy.
| Jahr | Titel                           | Anmerkungen                                                                                                |
| ---- | ------------------------------- | --- |
| 2005 | Zuhältertape                    | Erstveröffentlichung: 20. Juli 2005                                                                        |
| 2005 | Zuhältertape (X-Mas Edition)    | Erstveröffentlichung: 22. Dezember 2005                                                                    |
| 2006 | Boss der Bosse                  | Erstveröffentlichung: 9. Juni 2006 erstes Streetalbum; gilt als zweiter Teil der Zuhältertapes             |
| 2009 | Zuhältertape Volume 3           | Erstveröffentlichung: 19. Dezember 2009 exklusiv über den Selfmade-Records-Online-Shop vertrieben          |
| 2010 | Hoodtape Volume 1               | Erstveröffentlichung: 14. August 2010 limitiertes Tape, exklusiv mit der Zuhältertape-Trilogie zu erhalten |
| 2010 | Hoodtape Volume 1 X-Mas Edition | Erstveröffentlichung: 18. Dezember 2010 verlängerte Songs aus dem Hoodtape 1 und exklusive Bonus-Titel     |
| 2016 | Tagteam Tape                    | Erstveröffentlichung: 3. Juni 2016; mit Seyed nur in der Deluxe-Box des Albums Engel mit der AK enthalten  |
| 2016 | Hoodtape Volume 2               | Erstveröffentlichung: 9. Dezember 2016 nur in der Deluxe-Box des Albums Imperator enthalten                |
| 2017 | Golden Era Tourtape             | Erstveröffentlichung: 14. Juli 2017 nur in der Limited-Gold-Award-Edition des Albums Legacy enthalten      |
| 2017 | Tagteam Tape 2                  | Erstveröffentlichung: 18. August 2017; mit Seyed nur in der Deluxe-Box des Albums Cold Summer enthalten    |
| 2018 | Hoodtape Volume 3               | Erstveröffentlichung: 7. Dezember 2018 zusammen mit Monument als Doppelalbum erschienen                    |

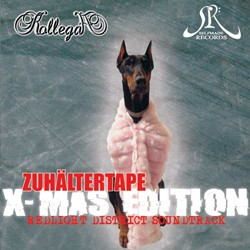
„Zuhältertape – X-Mas Edition“
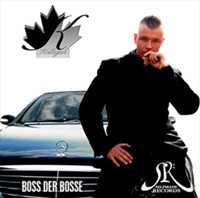
„Boss der Bosse“
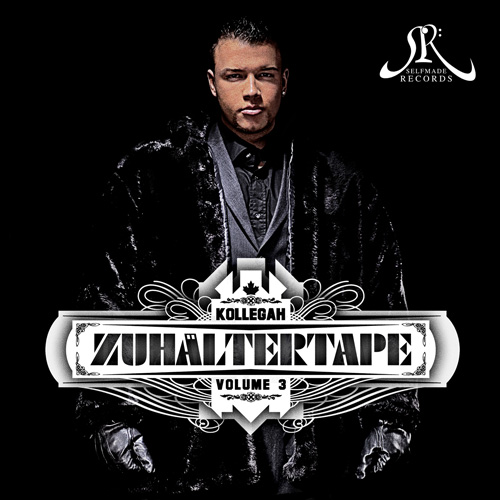
„Zuhältertape Volume 3“
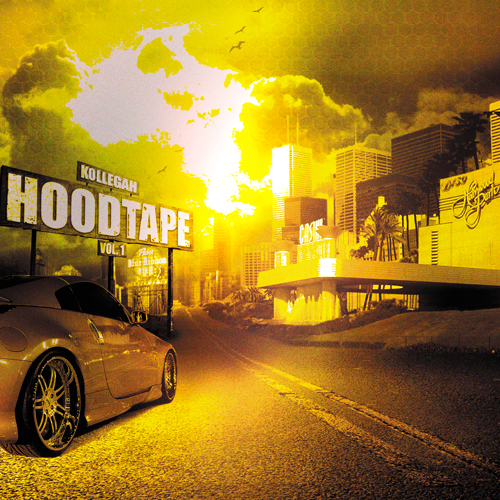
„Hoodtape Volume 1“
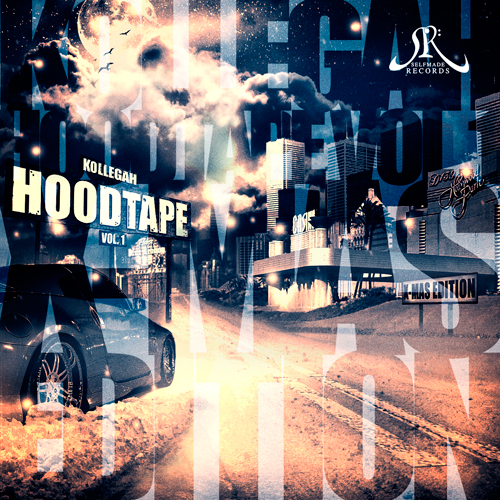
„Hoodtape Volume 1 X-Mas Edition“

### EPs
| Jahr | Titel                 | Höchstplatzierung, Gesamtwochen, AuszeichnungChartplatzierungen (Jahr, Titel, Platzierungen, Wochen, Auszeichnungen, Anmerkungen) | Höchstplatzierung, Gesamtwochen, AuszeichnungChartplatzierungen (Jahr, Titel, Platzierungen, Wochen, Auszeichnungen, Anmerkungen) | Höchstplatzierung, Gesamtwochen, AuszeichnungChartplatzierungen (Jahr, Titel, Platzierungen, Wochen, Auszeichnungen, Anmerkungen) | Anmerkungen                                        |
| Jahr | Titel                 | DE | AT | CH | Anmerkungen                                        |
| ---- | --------------------- | --- | --- | --- | -------------------------------------------------- |
| 2018 | Nafri Trap EP, Vol. 1 | — | — | CH48 (1 Wo.)CH | Erstveröffentlichung: 29. Juni 2018 mit Farid Bang |

| Jahr | Titel                     | Anmerkungen                                                                                                 |
| ---- | ------------------------- | --- |
| 2011 | Mondfinsternis            | Erstveröffentlichung: 30. September 2011                                                                    |
| 2011 | Bossaura Street EP        | Erstveröffentlichung: 29. Dezember 2011 kostenlos                                                           |
| 2015 | Lost Tapes                | Erstveröffentlichung: 11. Dezember 2015 nur in der Deluxe-Box des Zuhältertape Vol. 4 mit Rizbo             |
| 2017 | Street Stories EP         | Erstveröffentlichung: 13. September 2017 exklusive Streaming EP                                             |
| 2017 | §185 EP                   | Erstveröffentlichung: 1. Dezember 2017 mit Farid Bang; nur in der Deluxe-Box von Jung Brutal Gutaussehend 3 |
| 2019 | Ghettoglamour (Street EP) | Erstveröffentlichung: 13. Dezember 2019 nur in der Deluxe-Box von Alphagene II                              |
| 2021 | Lyrik Lounge EP 2021      | Erstveröffentlichung: 8. Oktober 2021 nur in der Deluxe-Box von Zuhältertape, Vol. 5                        |
| 2023 | Battlefriendz-EP          | Erstveröffentlichung: 7. Juli 2023 mit Asche; nur in der Deluxe-Box von La Deutsche Vita                    |
| 2024 | T.O.N.I. Style EP         | Erstveröffentlichung: 2. August 2024 nur in der Deluxe-Box von Still King                                   |

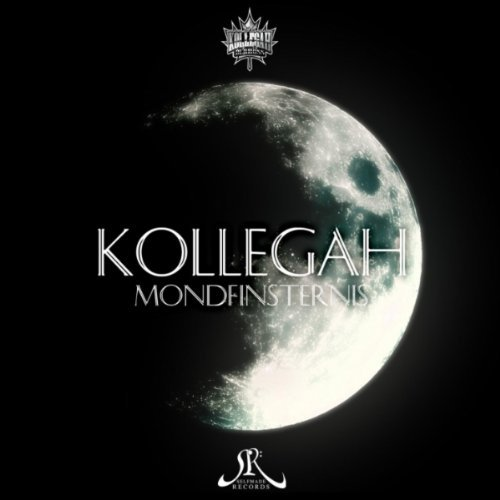
„Mondfinsternis“
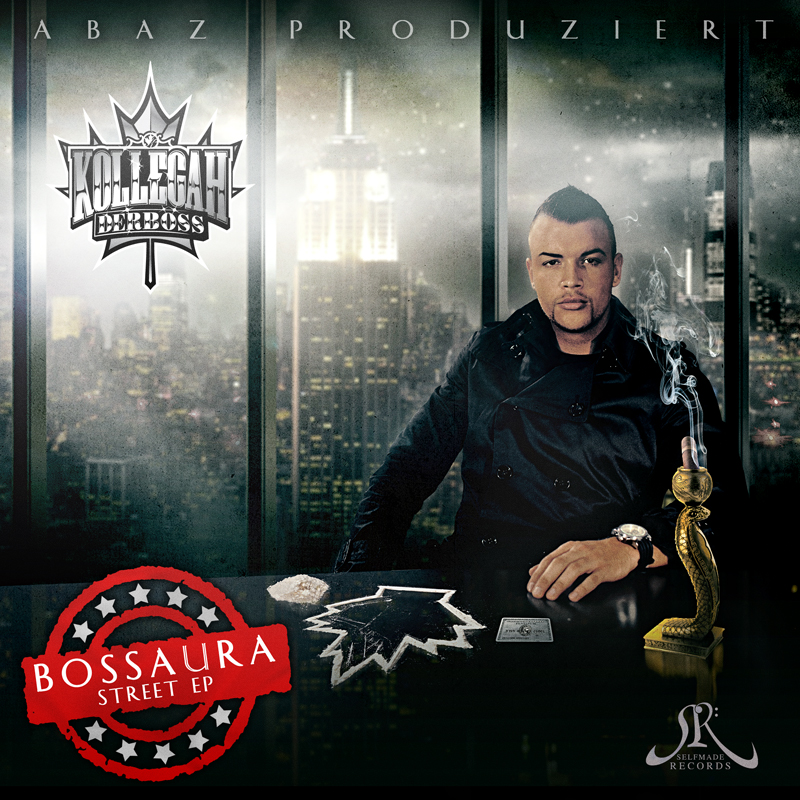
„Bossaura Street-EP“
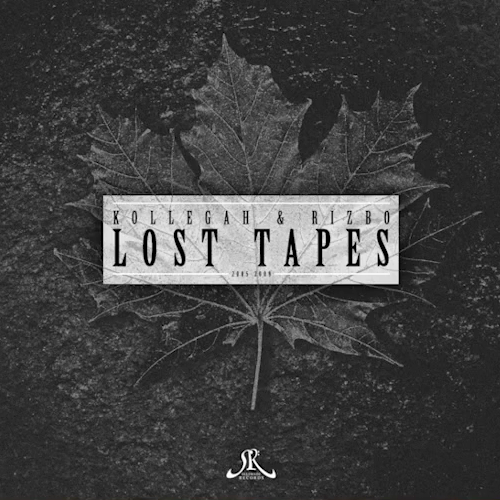
„Lost Tapes“

## Singles

### Als Leadmusiker
37 Lieder, die auf Kollegahs Alben enthalten sind, wurden bislang als Singles ausgekoppelt. Die meisten Auskopplungen stellt dabei das Album Bossaura mit sechs Singles, gefolgt von Jung, brutal, gutaussehend 2, King und Imperator, aus denen je vier Stücke veröffentlicht wurden. Alle Singles von Kollegah erschienen zum Download, über Streaming und nicht in physischer Form. Mit Dynamit im Jahr 2012 erreichte er erstmals die Single-Charts und im Jahr 2017 mit Sturmmaske auf erstmals die Spitze der deutschen Single-Charts. 19 seiner Singles konnten sich nicht in den Charts platzieren und drei dürfen nicht mehr vertrieben werden.

| Jahr | Titel Album                                                    | Höchstplatzierung, Gesamtwochen, AuszeichnungChartplatzierungen (Jahr, Titel, Album, Platzierungen, Wochen, Auszeichnungen, Anmerkungen) | Höchstplatzierung, Gesamtwochen, AuszeichnungChartplatzierungen (Jahr, Titel, Album, Platzierungen, Wochen, Auszeichnungen, Anmerkungen) | Höchstplatzierung, Gesamtwochen, AuszeichnungChartplatzierungen (Jahr, Titel, Album, Platzierungen, Wochen, Auszeichnungen, Anmerkungen) | Anmerkungen                                                                                               |
| Jahr | Titel Album                                                    | DE | AT | CH | Anmerkungen                                                                                               |
| --- | -------------------------------------------------------------- | --- | --- | --- | --- |
| 2012 | Dynamit Jung, brutal, gutaussehend 2                           | DE28 (2 Wo.)DE | AT39 (1 Wo.)AT | CH41 (1 Wo.)CH | Erstveröffentlichung: 30. November 2012; mit Farid Bang                                                   |
| 2012 | Drive-By Jung, brutal, gutaussehend 2                          | DE41 (3 Wo.)DE | — | — | Erstveröffentlichung: 19. Dezember 2012; mit Farid Bang                                                   |
| 2013 | Du kennst den Westen Jung, brutal, gutaussehend 2              | DE41 (1 Wo.)DE | AT71 (1 Wo.)AT | — | Erstveröffentlichung: 11. Januar 2013; mit Farid Bang                                                     |
| 2013 | Stiernackenkommando Jung, brutal, gutaussehend 2               | DE58 (2 Wo.)DE | — | — | Erstveröffentlichung: 20. Januar 2013; mit Farid Bang                                                     |
| 2014 | Alpha King                                                     | DE15 Gold · (13 Wo.)DE | AT39 (4 Wo.)AT | CH42 (2 Wo.)CH | Erstveröffentlichung: 13. Februar 2014 Verkäufe: + 150.000                                                |
| 2014 | AKs im Wandschrank King                                        | DE21 (8 Wo.)DE | AT42 (4 Wo.)AT | CH41 (1 Wo.)CH | Erstveröffentlichung: 12. März 2014                                                                       |
| 2014 | Wat is’ denn los mit dir –                                     | DE39 (13 Wo.)DE | — | — | Erstveröffentlichung: 16. April 2014 mit Majoe; Promo-Single                                              |
| 2014 | King                                                           | DE10 Gold · (7 Wo.)DE | AT28 (3 Wo.)AT | CH22 (2 Wo.)CH | Erstveröffentlichung: 19. April 2014 Verkäufe: + 150.000                                                  |
| 2014 | Du bist Boss King                                              | DE36 Gold · (8 Wo.)DE | — | — | Erstveröffentlichung: 3. Mai 2014 Verkäufe: + 150.000                                                     |
| 2015 | Chronik III Chronik 3                                          | DE77 (6 Wo.)DE | — | — | Erstveröffentlichung: 6. September 2015 Kollegah & Karate Andi feat. SSIO                                 |
| 2015 | Keine neuen Freunde Chronik 3                                  | DE65 (5 Wo.)DE | — | — | Erstveröffentlichung: 18. September 2015                                                                  |
| 2015 | Genozid Zuhältertape Vol. 4                                    | DE73 (3 Wo.)DE | AT61 (1 Wo.)AT | — | Erstveröffentlichung: 23. Oktober 2015                                                                    |
| 2015 | John Gotti Zuhältertape Vol. 4                                 | DE31 Gold · (3 Wo.)DE | — | — | Erstveröffentlichung: 13. November 2015 Verkäufe: + 200.000                                               |
| 2015 | Pitbulls & AKs Zuhältertape Vol. 4                             | DE64 (1 Wo.)DE | — | — | Erstveröffentlichung: 27. November 2015                                                                   |
| 2016 | Nero Imperator                                                 | DE57 (4 Wo.)DE | AT71 (1 Wo.)AT | — | Erstveröffentlichung: 9. Oktober 2016                                                                     |
| 2016 | Hardcore Imperator                                             | DE62 (2 Wo.)DE | AT60 (1 Wo.)AT | — | Erstveröffentlichung: 17. November 2016                                                                   |
| 2016 | Fokus Imperator                                                | DE80 (2 Wo.)DE | — | — | Erstveröffentlichung: 1. Dezember 2016                                                                    |
| 2016 | Pharao Imperator                                               | DE43 (1 Wo.)DE | — | CH87 (1 Wo.)CH | Erstveröffentlichung: 9. Dezember 2016                                                                    |
| 2017 | Legacy                                                         | DE51 (1 Wo.)DE | AT68 (1 Wo.)AT | — | Erstveröffentlichung: 3. März 2017                                                                        |
| 2017 | Sturmmaske auf (Intro) Jung Brutal Gutaussehend 3              | DE1 (14 Wo.)DE | AT6 (9 Wo.)AT | CH15 (3 Wo.)CH | Erstveröffentlichung: 28. September 2017 mit Farid Bang Verkäufe: + 200.000 (Gold-Auszeichnung revidiert) |
| 2017 | Zieh’ den Rucksack aus Nafri Trap EP, Vol. 1                   | DE4 Gold · (15 Wo.)DE | AT12 (9 Wo.)AT | CH35 (2 Wo.)CH | Erstveröffentlichung: 30. September 2017 Verkäufe: + 200.000; mit Farid Bang; Promo-Single                |
| 2017 | Farid Ben & Friend (JBG3 Disstrack) –                          | DE58 (1 Wo.)DE | — | — | Erstveröffentlichung: 13. Oktober 2017 mit Farid Bang; Promo-Single                                       |
| 2017 | Gamechanger Jung Brutal Gutaussehend 3                         | DE6 (7 Wo.)DE | AT16 (5 Wo.)AT | CH24 (3 Wo.)CH | Erstveröffentlichung: 2. November 2017 mit Farid Bang                                                     |
| 2017 | Ave Maria Jung Brutal Gutaussehend 3                           | DE5 Gold · (7 Wo.)DE | AT9 (2 Wo.)AT | CH15 (3 Wo.)CH | Erstveröffentlichung: 1. Dezember 2017 Verkäufe: + 200.000; mit Farid Bang                                |
| 2017 | One Night Stand Jung Brutal Gutaussehend 3 New Year Edition    | DE51 (4 Wo.)DE | — | — | Erstveröffentlichung: 29. Dezember 2017 mit Farid Bang                                                    |
| 2018 | All Eyez on Us Platin war gestern                              | DE39 (2 Wo.)DE | AT59 (1 Wo.)AT | CH81 (1 Wo.)CH | Erstveröffentlichung: 12. April 2018 mit Farid Bang                                                       |
| 2018 | Gigolo (Sommerhit) –                                           | DE90 (1 Wo.)DE | — | — | Erstveröffentlichung: 27. April 2018 feat. DJ Arow                                                        |
| 2018 | Mitternacht 2 Platin war gestern                               | DE19 (4 Wo.)DE | AT25 (2 Wo.)AT | CH43 (1 Wo.)CH | Erstveröffentlichung: 29. Juni 2018 mit Farid Bang                                                        |
| 2018 | In die Unendlichkeit Platin war gestern                        | DE39 (2 Wo.)DE | AT55 (3 Wo.)AT | CH91 (1 Wo.)CH | Erstveröffentlichung: 9. August 2018 mit Farid Bang feat. Musiye                                          |
| 2018 | Wie ein Alpha –                                                | DE26 (2 Wo.)DE | AT32 (1 Wo.)AT | CH61 (1 Wo.)CH | Erstveröffentlichung: 19. September 2018                                                                  |
| 2018 | Dear Lord Monument                                             | DE48 (1 Wo.)DE | AT58 (1 Wo.)AT | CH98 (1 Wo.)CH | Erstveröffentlichung: 5. Oktober 2018                                                                     |
| 2018 | Empire State of Grind (Hoodtape 3) Monument                    | DE90 (1 Wo.)DE | — | — | Erstveröffentlichung: 12. Oktober 2018                                                                    |
| 2018 | Push It to the Limit (Hoodtape 3) Monument                     | DE43 (2 Wo.)DE | AT55 (1 Wo.)AT | CH72 (1 Wo.)CH | Erstveröffentlichung: 19. Oktober 2018                                                                    |
| 2018 | Löwe Monument                                                  | DE36 (2 Wo.)DE | AT45 (1 Wo.)AT | CH56 (1 Wo.)CH | Erstveröffentlichung: 26. Oktober 2018                                                                    |
| 2018 | Das erste Mal Monument                                         | DE32 (3 Wo.)DE | AT33 (1 Wo.)AT | CH58 (1 Wo.)CH | Erstveröffentlichung: 2. November 2018 feat. 18 Karat                                                     |
| 2018 | Most Wanted (Hoodtape 3) Monument                              | DE60 (1 Wo.)DE | — | — | Erstveröffentlichung: 9. November 2018                                                                    |
| 2018 | Gospel Monument                                                | DE46 (1 Wo.)DE | AT74 (1 Wo.)AT | CH94 (1 Wo.)CH | Erstveröffentlichung: 16. November 2018                                                                   |
| 2018 | Orbit Monument                                                 | DE65 (1 Wo.)DE | — | — | Erstveröffentlichung: 30. November 2018                                                                   |
| 2019 | Wat is’ denn los mit dir 2 –                                   | DE95 (1 Wo.)DE | — | — | Erstveröffentlichung: 26. Juli 2019 mit Majoe                                                             |
| 2019 | Alphagenetik Alphagene II                                      | DE17 (3 Wo.)DE | AT24 (2 Wo.)AT | CH37 (1 Wo.)CH | Erstveröffentlichung: 8. November 2019                                                                    |
| 2019 | Valhalla Alphagene II                                          | DE54 (1 Wo.)DE | — | — | Erstveröffentlichung: 29. November 2019                                                                   |
| 2020 | Money Stack$ –                                                 | DE52 (1 Wo.)DE | — | — | Erstveröffentlichung: 15. Mai 2020 feat. Young Latino                                                     |
| 2020 | NBK Intro Natural Born Killas                                  | DE88 (1 Wo.)DE | — | — | Erstveröffentlichung: 23. Oktober 2020 mit Asche                                                          |
| 2020 | Gladiator Natural Born Killas                                  | DE83 (1 Wo.)DE | — | — | Erstveröffentlichung: 6. November 2020 mit Asche                                                          |
| 2020 | Wir sind die Täter Natural Born Killas                         | DE61 (1 Wo.)DE | — | — | Erstveröffentlichung: 20. November 2020 mit Asche                                                         |
| 2021 | Rotlichtsonate Zuhältertape, Vol. 5                            | DE12 (3 Wo.)DE | AT15 (1 Wo.)AT | CH28 (2 Wo.)CH | Erstveröffentlichung: 11. Juni 2021                                                                       |
| 2021 | Showtime Fourever Zuhältertape, Vol. 5                         | DE37 (1 Wo.)DE | — | — | Erstveröffentlichung: 23. Juli 2021                                                                       |
| 2021 | Zuhälteraura Zuhältertape, Vol. 5                              | DE24 (1 Wo.)DE | AT50 (1 Wo.)AT | CH54 (1 Wo.)CH | Erstveröffentlichung: 20. August 2021                                                                     |
| 2021 | Roid Rage Zuhältertape, Vol. 5                                 | DE15 (2 Wo.)DE | AT31 (1 Wo.)AT | CH32 (1 Wo.)CH | Erstveröffentlichung: 10. September 2021 feat. Farid Bang                                                 |
| 2021 | Königsdisziplin –                                              | DE— aDE | — | — | Erstveröffentlichung: 5. November 2021 mit Freshmaker & Cr7z feat. DJ Eule                                |
| 2022 | Bossmode Free Spirit                                           | DE47 (1 Wo.)DE | — | CH99 (1 Wo.)CH | Erstveröffentlichung: 7. Januar 2022                                                                      |
| 2022 | Zeitgeist Free Spirit                                          | DE91 (1 Wo.)DE | — | — | Erstveröffentlichung: 28. Januar 2022                                                                     |
| 2022 | Diplomatische Immunität Free Spirit                            | DE81 (1 Wo.)DE | — | — | Erstveröffentlichung: 4. März 2022                                                                        |
| 2022 | Sinner Free Spirit                                             | DE— bDE | — | — | Erstveröffentlichung: 25. März 2022                                                                       |
| 2022 | Free Spirit                                                    | DE— cDE | — | — | Erstveröffentlichung: 15. April 2022                                                                      |
| 2022 | Klassikmusik (Intro) Free Spirit                               | DE51 (1 Wo.)DE | — | CH86 (1 Wo.)CH | Erstveröffentlichung: 13. Mai 2022                                                                        |
| 2022 | Viking Free Spirit                                             | DE73 (1 Wo.)DE | — | — | Erstveröffentlichung: 27. Mai 2022                                                                        |
| 2022 | Wie ein Boss Free Spirit                                       | DE88 (1 Wo.)DE | — | — | Erstveröffentlichung: 3. Juni 2022                                                                        |
| 2022 | Damoklesschwert Free Spirit                                    | DE— dDE | — | — | Erstveröffentlichung: 29. Juli 2022                                                                       |
| 2023 | Lorbeerkranz La Deutsche Vita                                  | DE19 (2 Wo.)DE | AT31 (1 Wo.)AT | CH32 (1 Wo.)CH | Erstveröffentlichung: 28. April 2023                                                                      |
| 2023 | Lordaura La Deutsche Vita                                      | DE— eDE | — | — | Erstveröffentlichung: 26. Mai 2023                                                                        |
| 2023 | Erfolgsspur La Deutsche Vita                                   | DE— fDE | — | — | Erstveröffentlichung: 9. Juni 2023                                                                        |
| 2024 | Sigma Still King                                               | DE58 (1 Wo.)DE | — | CH97 (1 Wo.)CH | Erstveröffentlichung: 14. Juni 2024                                                                       |
| Folgende Lieder erschienen nicht als Single, wurden aber durch das Album zum Download und Streaming bereitgestellt und konnten somit eine Platzierung erlangen: |                                                                | | | | |
| |                                                                | | | | |
| 2014 | Lamborghini Kickdown King                                      | DE45 (2 Wo.)DE | — | — | Charteinstieg: 23. Mai 2014                                                                               |
| 2014 | Karate King                                                    | DE46 (2 Wo.)DE | — | — | Charteinstieg: 23. Mai 2014 feat. Casper                                                                  |
| 2014 | Königsaura King                                                | DE59 (1 Wo.)DE | — | — | Charteinstieg: 23. Mai 2014                                                                               |
| 2014 | Cohibas, blauer Dunst King                                     | DE61 (1 Wo.)DE | — | — | Charteinstieg: 23. Mai 2014 feat. Farid Bang                                                              |
| 2014 | Flightmode King                                                | DE63 (1 Wo.)DE | — | — | Charteinstieg: 23. Mai 2014                                                                               |
| 2014 | R.I.P. King                                                    | DE75 (1 Wo.)DE | — | — | Charteinstieg: 23. Mai 2014                                                                               |
| 2014 | Morgengrauen King                                              | DE86 (1 Wo.)DE | — | — | Charteinstieg: 23. Mai 2014                                                                               |
| 2014 | Sanduhr King                                                   | DE91 (1 Wo.)DE | — | — | Charteinstieg: 23. Mai 2014 feat. Favorite                                                                |
| 2014 | Es ist Rap King                                                | DE92 (1 Wo.)DE | — | — | Charteinstieg: 23. Mai 2014 feat. Genetikk                                                                |
| 2014 | Rolex Daytona King                                             | DE95 (1 Wo.)DE | — | — | Charteinstieg: 23. Mai 2014 feat. The Game                                                                |
| 2014 | Universalgenie King                                            | DE97 (1 Wo.)DE | — | — | Charteinstieg: 23. Mai 2014                                                                               |
| 2014 | Schwarzer Benz King                                            | DE98 (1 Wo.)DE | — | — | Charteinstieg: 23. Mai 2014                                                                               |
| 2014 | Omega King                                                     | DE100 (1 Wo.)DE | — | — | Charteinstieg: 23. Mai 2014                                                                               |
| 2015 | Red Light District Anthem Chronik 3                            | DE68 (1 Wo.)DE | — | — | Charteinstieg: 16. Oktober 2015                                                                           |
| 2015 | Medusa Chronik 3                                               | DE90 (1 Wo.)DE | — | — | Charteinstieg: 16. Oktober 2015 feat. Farid Bang                                                          |
| 2015 | Empire Business Zuhältertape Vol. 4                            | DE32 (2 Wo.)DE | — | — | Charteinstieg: 18. Dezember 2015                                                                          |
| 2015 | Blutdiamanten Zuhältertape Vol. 4                              | DE34 (1 Wo.)DE | — | — | Charteinstieg: 18. Dezember 2015                                                                          |
| 2015 | Bye Bye Mr. President Zuhältertape Vol. 4                      | DE46 (1 Wo.)DE | — | — | Charteinstieg: 18. Dezember 2015                                                                          |
| 2015 | Intro Zuhältertape Vol. 4                                      | DE50 (1 Wo.)DE | — | — | Charteinstieg: 18. Dezember 2015                                                                          |
| 2015 | Schusswaffengeräusche Zuhältertape Vol. 4                      | DE52 (1 Wo.)DE | — | — | Charteinstieg: 18. Dezember 2015                                                                          |
| 2015 | Kool & the Gang Zuhältertape Vol. 4                            | DE56 (1 Wo.)DE | — | — | Charteinstieg: 18. Dezember 2015                                                                          |
| 2015 | Hoodtales IV Zuhältertape Vol. 4                               | DE65 (1 Wo.)DE | — | — | Charteinstieg: 18. Dezember 2015                                                                          |
| 2015 | V.I.P.I.M.P. Zuhältertape Vol. 4                               | DE67 (1 Wo.)DE | — | — | Charteinstieg: 18. Dezember 2015                                                                          |
| 2015 | Kalter Krieg Zuhältertape Vol. 4                               | DE71 (1 Wo.)DE | — | — | Charteinstieg: 18. Dezember 2015                                                                          |
| 2015 | Nebel Zuhältertape Vol. 4                                      | DE75 (1 Wo.)DE | — | — | Charteinstieg: 18. Dezember 2015                                                                          |
| 2015 | Wall Street Zuhältertape Vol. 4                                | DE79 (1 Wo.)DE | — | — | Charteinstieg: 18. Dezember 2015                                                                          |
| 2015 | Tropische Tierpelze Zuhältertape Vol. 4                        | DE84 (1 Wo.)DE | — | — | Charteinstieg: 18. Dezember 2015                                                                          |
| 2015 | Angeberprollrap Infinity (Outro) Zuhältertape Vol. 4           | DE92 (1 Wo.)DE | — | — | Charteinstieg: 18. Dezember 2015                                                                          |
| 2015 | Weißer Testarossa Zuhältertape Vol. 4                          | DE97 (1 Wo.)DE | — | — | Charteinstieg: 18. Dezember 2015                                                                          |
| 2016 | Kaiseraura Imperator                                           | DE28 (1 Wo.)DE | AT58 (1 Wo.)AT | CH73 (1 Wo.)CH | Charteinstieg: 16. Dezember 2016                                                                          |
| 2016 | American Express Imperator                                     | DE29 (2 Wo.)DE | AT62 (1 Wo.)AT | CH61 (1 Wo.)CH | Charteinstieg: 16. Dezember 2016 feat. Farid Bang                                                         |
| 2016 | Aventador Imperator                                            | DE47 (1 Wo.)DE | — | — | Charteinstieg: 16. Dezember 2016                                                                          |
| 2016 | Einer von Millionen Imperator                                  | DE53 (2 Wo.)DE | — | — | Charteinstieg: 16. Dezember 2016 feat. MoTrip                                                             |
| 2016 | 24 Karat Imperator                                             | DE56 (1 Wo.)DE | — | — | Charteinstieg: 16. Dezember 2016                                                                          |
| 2016 | Pythonleder Imperator                                          | DE60 (1 Wo.)DE | — | — | Charteinstieg: 16. Dezember 2016 feat. KC Rebell                                                          |
| 2016 | Rap Money Imperator                                            | DE64 (1 Wo.)DE | — | — | Charteinstieg: 16. Dezember 2016 feat. Summer Cem                                                         |
| 2016 | Assassine Imperator                                            | DE66 (1 Wo.)DE | — | — | Charteinstieg: 16. Dezember 2016                                                                          |
| 2016 | Cold Blooded Imperator                                         | DE69 (1 Wo.)DE | — | — | Charteinstieg: 16. Dezember 2016                                                                          |
| 2016 | Schwarze Rosen Imperator                                       | DE75 (1 Wo.)DE | — | — | Charteinstieg: 16. Dezember 2016 feat. Ali As                                                             |
| 2016 | Zeit Imperator                                                 | DE79 (1 Wo.)DE | — | — | Charteinstieg: 16. Dezember 2016                                                                          |
| 2016 | Siegerlächeln Imperator                                        | DE88 (1 Wo.)DE | — | — | Charteinstieg: 16. Dezember 2016                                                                          |
| 2016 | Rapkoryphäe Imperator                                          | DE98 (1 Wo.)DE | — | — | Charteinstieg: 16. Dezember 2016                                                                          |
| 2017 | Rap wieder Rap Jung Brutal Gutaussehend 3                      | DE7 (3 Wo.)DE | AT19 (2 Wo.)AT | CH22 (2 Wo.)CH | Charteinstieg: 8. Dezember 2017 mit Farid Bang                                                            |
| 2017 | Es wird Zeit Jung Brutal Gutaussehend 3                        | DE8 (3 Wo.)DE | AT21 (2 Wo.)AT | CH31 (1 Wo.)CH | Charteinstieg: 8. Dezember 2017 mit Farid Bang                                                            |
| 2017 | Studiogangster Jung Brutal Gutaussehend 3                      | DE13 (2 Wo.)DE | AT31 (1 Wo.)AT | — | Charteinstieg: 8. Dezember 2017 mit Farid Bang                                                            |
| 2017 | Jung Brutal Gutaussehend 2017 Jung Brutal Gutaussehend 3       | DE16 (2 Wo.)DE | AT34 (1 Wo.)AT | — | Charteinstieg: 8. Dezember 2017 mit Farid Bang                                                            |
| 2017 | Düsseldorfer Jung Brutal Gutaussehend 3                        | DE17 (2 Wo.)DE | AT40 (1 Wo.)AT | — | Charteinstieg: 8. Dezember 2017 mit Farid Bang                                                            |
| 2017 | Wenn der Gegner am Boden liegt Jung Brutal Gutaussehend 3      | DE19 (2 Wo.)DE | AT37 (1 Wo.)AT | — | Charteinstieg: 8. Dezember 2017 mit Farid Bang                                                            |
| 2017 | Jagdsaison Jung Brutal Gutaussehend 3                          | DE22 (2 Wo.)DE | AT42 (1 Wo.)AT | — | Charteinstieg: 8. Dezember 2017 mit Farid Bang                                                            |
| 2017 | Frontload Jung Brutal Gutaussehend 3                           | DE24 (2 Wo.)DE | AT50 (1 Wo.)AT | — | Charteinstieg: 8. Dezember 2017 mit Farid Bang                                                            |
| 2017 | Eines Tages Jung Brutal Gutaussehend 3                         | DE25 (2 Wo.)DE | AT46 (1 Wo.)AT | — | Charteinstieg: 8. Dezember 2017 mit Farid Bang                                                            |
| 2017 | Die letzte Gangsterrapcrew Jung Brutal Gutaussehend 3          | DE26 (2 Wo.)DE | AT56 (1 Wo.)AT | — | Charteinstieg: 8. Dezember 2017 mit Farid Bang                                                            |
| 2017 | Massephase Jung Brutal Gutaussehend 3                          | DE27 (2 Wo.)DE | AT57 (1 Wo.)AT | — | Charteinstieg: 8. Dezember 2017 mit Farid Bang                                                            |
| 2017 | Warlordz Jung Brutal Gutaussehend 3                            | DE31 (2 Wo.)DE | AT60 (1 Wo.)AT | — | Charteinstieg: 8. Dezember 2017 mit Farid Bang                                                            |
| 2017 | In jeder deutschen Großstadt Jung Brutal Gutaussehend 3        | DE34 (1 Wo.)DE | AT67 (1 Wo.)AT | — | Charteinstieg: 8. Dezember 2017 mit Farid Bang                                                            |
| 2017 | Älter brutaler skrupelloser (Outro) Jung Brutal Gutaussehend 3 | DE38 (1 Wo.)DE | AT72 (1 Wo.)AT | — | Charteinstieg: 8. Dezember 2017 mit Farid Bang                                                            |
| 2018 | G-Modelle Platin war gestern                                   | DE92 (1 Wo.)DE | — | — | Charteinstieg: 17. August 2018 mit Farid Bang                                                             |
| 2018 | Nuklearer Winter Platin war gestern                            | DE94 (1 Wo.)DE | — | — | Charteinstieg: 17. August 2018 mit Farid Bang                                                             |
| 2021 | Rotlichtmassaker 2 Zuhältertape, Vol. 5                        | — | AT44 (1 Wo.)AT | CH63 (1 Wo.)CH | Charteinstieg: 17. Oktober 2021 feat. Sun Diego                                                           |

Weitere Singles
Folgende Lieder erschienen als Singles, konnten sich jedoch nicht in den Charts platzieren.
| Jahr | Titel Album                                                              | Anmerkungen |
| ---- | ------------------------------------------------------------------------ | --- |
| 2007 | Kuck auf die Goldkette Alphagene                                         | Erstveröffentlichung: 25. Oktober 2007                                                                                         |
| 2008 | Selfmade Endbosse Alphagene                                              | Erstveröffentlichung: 3. Februar 2008 feat. Favorite                                                                           |
| 2008 | Big Boss Kollegah                                                        | Erstveröffentlichung: 4. August 2008                                                                                           |
| 2009 | Mitternacht Jung, brutal, gutaussehend                                   | Erstveröffentlichung: 19. Juni 2009 mit Farid Bang                                                                             |
| 2009 | Endlösung Zuhältertape Volume 3                                          | Erstveröffentlichung: 30. Oktober 2009                                                                                         |
| 2009 | Lovesong Reloaded Zuhältertape Volume 3                                  | Erstveröffentlichung: 25. November 2009                                                                                        |
| 2010 | Discospeed Hoodtape Volume 1 X-Mas Edition                               | Erstveröffentlichung: 8. Dezember 2010 feat. Favorite                                                                          |
| 2011 | Flex, Sluts, Rock’n Roll Bossaura                                        | Erstveröffentlichung: 17. August 2011                                                                                          |
| 2011 | Business Paris Bossaura                                                  | Erstveröffentlichung: 30. August 2011                                                                                          |
| 2011 | Bossaura                                                                 | Erstveröffentlichung: 13. September 2011                                                                                       |
| 2011 | Mondfinsternis Bossaura                                                  | Erstveröffentlichung: 21. September 2011                                                                                       |
| 2011 | Jetlag Bossaura                                                          | Erstveröffentlichung: 3. Oktober 2011                                                                                          |
| 2011 | Drugs in den Jeans / Spotlight Bossaura                                  | Erstveröffentlichung: 7. Oktober 2011                                                                                          |
| 2014 | Von Salat schrumpft der Bizeps –                                         | Erstveröffentlichung: 1. April 2014 mit Majoe feat. Die Götzfried Girls; Promo-Single                                          |
| 2014 | Das hat mit HipHop nichts zu tun –                                       | Erstveröffentlichung: 7. August 2014 mit Majoe; Promo-Single                                                                   |
| 2017 | Millennium Zuhältertape Volume 3 / Legacy                                | Erstveröffentlichung: 19. Dezember 2009 Wiederveröffentlichung: 21. Mai 2017                                                   |
| 2017 | Die JBG3 Weihnachtsgeschichte Jung, brutal, gutaussehend 3 X-Mas Edition | Erstveröffentlichung: 22. Dezember 2017; mit Farid Bang                                                                        |
| 2018 | Real für die Fam –                                                       | Erstveröffentlichung: 11. Mai 2018; mit DJ Arow                                                                                |
| 2019 | Bullets –                                                                | Erstveröffentlichung: 4. Oktober 2019; mit Asche                                                                               |
| 2020 | Ghetto Himmel Grau Stash                                                 | Erstveröffentlichung: 1. Oktober 2020; Milonair feat. Kollegah & Seyed #2 der deutschen Single-Trend-Charts am 9. Oktober 2020 |
| 2020 | POV Natural Born Killas                                                  | Erstveröffentlichung: 4. Dezember 2020; mit Asche #12 der deutschen Single-Trend-Charts am 11. Dezember 2020                   |
| 2020 | Jusqu’ici tout va bien Natural Born Killas                               | Erstveröffentlichung: 18. Dezember 2020; mit Asche #11 der deutschen Single-Trend-Charts am 25. Dezember 2020                  |
| 2021 | Suicide Natural Born Killas                                              | Erstveröffentlichung: 22. Januar 2021; mit Asche #3 der deutschen Single-Trend-Charts am 29. Januar 2021                       |
| 2023 | In seiner Blüte La Deutsche Vita                                         | Erstveröffentlichung: 7. Mai 2023                                                                                              |
| 2024 | Larger Than Life Still King                                              | Erstveröffentlichung: 28. Juni 2024 #6 der deutschen Single-Trend-Charts am 5. Juli 2024                                       |
| 2024 | Blessed Still King                                                       | Erstveröffentlichung: 12. Juli 2024; feat. Favorite #2 der deutschen Single-Trend-Charts am 19. Juli 2024                      |
| 2024 | Goat Still King                                                          | Erstveröffentlichung: 26. Juli 2024 #7 der deutschen Single-Trend-Charts am 2. August 2024                                     |

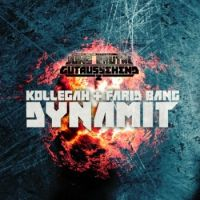
„Dynamit“
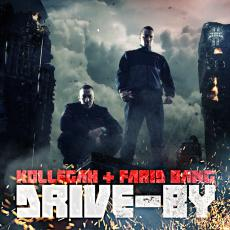
„Drive-By“
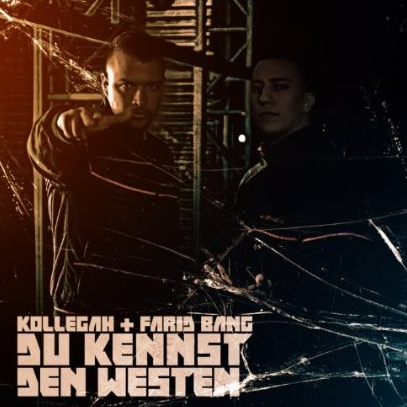
„Du kennst den Westen“
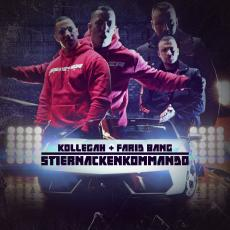
„Stiernackenkommando“
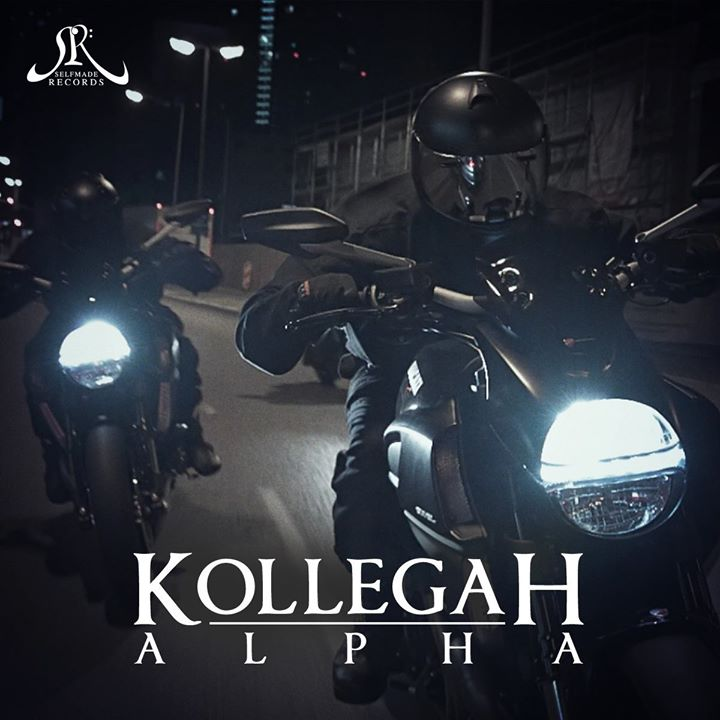
„Alpha“
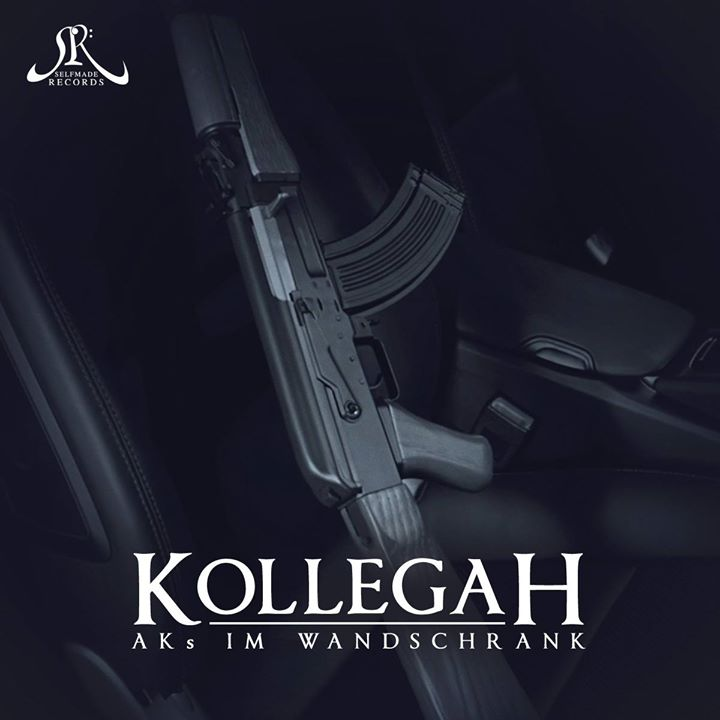
„AKs im Wandschrank“
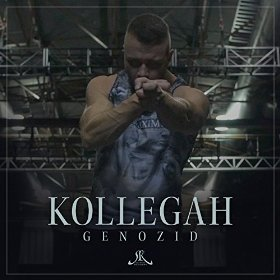
„Genozid“

### Als Gastmusiker
| Jahr | Titel Album                         | Höchstplatzierung, Gesamtwochen, AuszeichnungChartplatzierungen (Jahr, Titel, Album, Platzierungen, Wochen, Auszeichnungen, Anmerkungen) | Höchstplatzierung, Gesamtwochen, AuszeichnungChartplatzierungen (Jahr, Titel, Album, Platzierungen, Wochen, Auszeichnungen, Anmerkungen) | Höchstplatzierung, Gesamtwochen, AuszeichnungChartplatzierungen (Jahr, Titel, Album, Platzierungen, Wochen, Auszeichnungen, Anmerkungen) | Anmerkungen                                                                           |
| Jahr | Titel Album                         | DE | AT | CH | Anmerkungen                                                                           |
| --- | ----------------------------------- | --- | --- | --- | ------------------------------------------------------------------------------------- |
| 2014 | Gangsta Rap Kings Sonny Black       | DE45 (1 Wo.)DE | AT74 (1 Wo.)AT | — | Erstveröffentlichung: 24. Januar 2014 Bushido feat. Kollegah & Farid Bang             |
| 2014 | King & Killa Killa                  | DE50 (1 Wo.)DE | AT67 (1 Wo.)AT | — | Erstveröffentlichung: 26. Februar 2014 Farid Bang feat. Kollegah                      |
| 2014 | Egoist Rebellution                  | DE65 (2 Wo.)DE | — | — | Erstveröffentlichung: 30. Mai 2014 KC Rebell feat. Kollegah                           |
| 2014 | BADT Breiter als der Türsteher      | DE55 (2 Wo.)DE | AT70 (1 Wo.)AT | — | Erstveröffentlichung: 21. August 2014 Majoe feat. Farid Bang & Kollegah               |
| 2016 | MP5 Engel mit der AK                | DE70 (2 Wo.)DE | — | — | Erstveröffentlichung: 22. März 2016 Seyed feat. Kollegah                              |
| 2016 | TelVision Abstand                   | DE50 (1 Wo.)DE | AT67 (1 Wo.)AT | — | Erstveröffentlichung: 10. November 2016 KC Rebell feat. PA Sports, Kianush & Kollegah |
| 2017 | HSHC Verloren im Paradies           | DE89 (1 Wo.)DE | — | — | Erstveröffentlichung: 4. Mai 2017 PA Sports feat. Kollegah                            |
| 2018 | Medusablick Post mortem             | DE94 (1 Wo.)DE | — | — | Erstveröffentlichung: 31. August 2018 Jigzaw feat. Kollegah                           |
| 2019 | Paramilitär Kanun                   | DE73 (1 Wo.)DE | — | — | Erstveröffentlichung: 1. März 2019 Gent feat. Kollegah                                |
| 2020 | Public Enemies Genkidama            | DE12 (3 Wo.)DE | AT19 (2 Wo.)AT | CH27 (1 Wo.)CH | Erstveröffentlichung: 7. Februar 2020 Farid Bang feat. Fler & Kollegah                |
| 2020 | Mashkal Bratans aus Favelas 2       | DE84 (1 Wo.)DE | — | — | Erstveröffentlichung: 6. März 2020 Juri feat. Kollegah                                |
| 2020 | Sinaloa Nazizi                      | DE38 (2 Wo.)DE | AT62 (1 Wo.)AT | CH76 (1 Wo.)CH | Erstveröffentlichung: 3. Juli 2020 Fard feat. Kollegah & Asche                        |
| 2020 | Makarova –                          | DE80 (1 Wo.)DE | — | — | Erstveröffentlichung: 28. August 2020 Asche feat. Kollegah                            |
| 2020 | MP5 II Lone Wolf                    | DE82 (1 Wo.)DE | — | — | Erstveröffentlichung: 18. September 2020 Seyed feat. Kollegah                         |
| 2021 | Vollmond Lone Wolf                  | DE94 (1 Wo.)DE | — | — | Erstveröffentlichung: 15. Januar 2021 Seyed feat. Asche & Kollegah                    |
| 2022 | Memento Mori Lone Wolf              | DE— gDE | — | — | Erstveröffentlichung: 4. Februar 2022 Seyed feat. Kollegah                            |
| 2022 | BA3T Breiter als 3 Türsteher        | DE64 (1 Wo.)DE | — | — | Erstveröffentlichung: 4. März 2022 Majoe feat. Kollegah & Farid Bang                  |
| 2022 | Kriegshammer Lone Wolf              | DE— hDE | — | — | Erstveröffentlichung: 6. Mai 2022 Seyed feat. Asche & Kollegah                        |
| 2022 | Molotov Deutschrap brandneu         | DE23 (1 Wo.)DE | AT56 (1 Wo.)AT | CH46 (1 Wo.)CH | Erstveröffentlichung: 20. Mai 2022 Farid Bang & Capital Bra feat. Kollegah            |
| 2023 | Kubanische Zigarre –                | DE— iDE | — | — | Erstveröffentlichung: 10. November 2023 Jay Jiggy feat. Kollegah                      |
| Folgende Lieder erschienen nicht als Single, wurden aber durch das Album zum Download und Streaming bereitgestellt und konnten somit eine Platzierung erlangen: |                                     | | | |                                                                                       |
| |                                     | | | |                                                                                       |
| 2022 | Schwarz Rot Gold Yellow Bar Mitzvah | DE59 (1 Wo.)DE | — | — | Charteinstieg: 29. April 2022 Sun Diego feat. Farid Bang & Kollegah                   |

Weitere Gastbeiträge
| Jahr | Lied Album                          | Anmerkungen |
| ---- | ----------------------------------- | --- |
| 2015 | Bosslife Frei                       | Erstveröffentlichung: 13. November 2015 Koree feat. Kollegah                                                                            |
| 2016 | Euphoria                            | Erstveröffentlichung: 25. März 2016 Ali As feat. Kollegah                                                                               |
| 2016 | Jebemti Majku Blut                  | Erstveröffentlichung: 15. April 2016 Farid Bang feat. Kollegah                                                                          |
| 2016 | Schlangen Engel mit der AK          | Erstveröffentlichung: 22. April 2016 Seyed feat. Kollegah & Farid Bang                                                                  |
| 2016 | Alpha ist Imperium Engel mit der AK | Erstveröffentlichung: 29. Mai 2016 Seyed feat. Kollegah                                                                                 |
| 2016 | Raubtier                            | Erstveröffentlichung: 6. Juni 2016 Massiv feat. Kollegah                                                                                |
| 2016 | All the Way Up Remix –              | Erstveröffentlichung: 22. Juli 2016 Fat Joe, Farid Bang, Seyed, Summer Cem, Kollegah                                                    |
| 2021 | Stille MDNA + 6                     | Erstveröffentlichung: 17. Dezember 2021 Genetikk feat. Kollegah #9 der deutschen Single-Trend-Charts am 24. Dezember 2021               |
| 2021 | Nur noch einmal Uncut               | Erstveröffentlichung: 17. Dezember 2021 18 Karat feat. Kollegah                                                                         |
| 2022 | Fighters Life is Battle             | Erstveröffentlichung: 9. Februar 2022 Nedal Nib feat. Kollegah                                                                          |
| 2022 | Home Invade Königshaki              | Erstveröffentlichung: 30. Juni 2022 Juri feat. Kollegah & Sun Diego #8 der deutschen Single-Trend-Charts am 8. Juli 2022                |
| 2023 | Dead Presidents –                   | Erstveröffentlichung: 14. September 2023 Asche feat. Robbie Banks & Kollegah #9 der deutschen Single-Trend-Charts am 22. September 2023 |

## Musikvideos

### Als Leadmusiker
Kollegah veröffentlichte in seiner Karriere bisher über 100 Musikvideos.
| Jahr | Titel                               | Regie                              | Anmerkungen |
| ---- | ----------------------------------- | ---------------------------------- | --- |
| 2007 | Weg nach Oben                       | —                                  | mit Favorite, Shiml & Slick One |
| 2007 | Kuck auf die Goldkette 2007         | —                                  | |
| 2007 | Ein Junge weint hier nicht          | —                                  | feat. Slick One & Tarek K.I.Z |
| 2008 | Big Boss                            | —                                  | in der Schweiz gedreht |
| 2008 | Herbst                              | —                                  | |
| 2009 | Mittelfinger hoch                   | —                                  | mit Casper und Favorite |
| 2009 | Mitternacht                         | —                                  | mit Farid Bang, in Belgrad gedreht |
| 2010 | Discospeed                          | —                                  | feat. Favorite |
| 2011 | Flex, Sluts, Rock ’n Roll           | —                                  | |
| 2011 | Drugs in den Jeans / Spotlight      | —                                  | in Las Vegas und Beverly Hills gedreht |
| 2011 | Kobrakopf                           | —                                  | feat. Farid Bang & Haftbefehl |
| 2011 | Jetlag                              | —                                  | |
| 2011 | Business Paris                      | —                                  | feat. Ol Kainry in Paris gedreht |
| 2011 | Du                                  | —                                  | feat. Sahin |
| 2011 | Mondfinsternis                      | —                                  | |
| 2012 | Dynamit                             | —                                  | mit Farid Bang |
| 2012 | Drive-By                            | —                                  | mit Farid Bang Die Musikvideos wurden im Januar 2014 nach der Indizierung von Jung, brutal, gutaussehend 2 entfernt                                                                                               |
| 2013 | Du kennst den Westen                | —                                  | mit Farid Bang Die Musikvideos wurden im Januar 2014 nach der Indizierung von Jung, brutal, gutaussehend 2 entfernt                                                                                               |
| 2013 | Stiernackenkommando                 | —                                  | mit Farid Bang Die Musikvideos wurden im Januar 2014 nach der Indizierung von Jung, brutal, gutaussehend 2 entfernt                                                                                               |
| 2013 | Dissen aus Prinzip                  | —                                  | mit Farid Bang Die Musikvideos wurden im Januar 2014 nach der Indizierung von Jung, brutal, gutaussehend 2 entfernt                                                                                               |
| 2013 | Halleluja                           | —                                  | Markus & Michael Weicker |
| 2013 | NWO                                 | Alexander von Koenichstheyn        | |
| 2013 | Armageddon                          | Alexander von Koenichstheyn        | komplett animiert |
| 2014 | Alpha                               | Markus & Michael Weicker           | |
| 2014 | Von Salat schrumpft der Bizeps      | —                                  | mit Majoe; feat. Die Götzfried Girls |
| 2014 | Ghettoworkout                       | Justin Braun                       | mit Majoe |
| 2014 | Wat is’ denn los mit dir            | Alexander von Koenichstheyn        | mit Majoe |
| 2014 | AKs im Wandschrank                  | Markus & Michael Weicker           | |
| 2014 | King                                | Joffrey Jans                       | |
| 2014 | Du bist Boss                        | Daniel Zlotin                      | in Köln und Düsseldorf gedreht |
| 2014 | Universalgenie                      | Tony Salah, Sammy Malas            | |
| 2014 | Das hat mit HipHop nichts zu tun    | Alexander von Koenichstheyn        | |
| 2014 | Bosstransformation                  | —                                  | mit Majoe |
| 2015 | Dschungelabentueuer                 | —                                  | mit Prinz Pi komplett animiert |
| 2015 | Chronik III                         | Markus & Michael Weicker           | mit Karate Andi feat. SSIO |
| 2015 | Keine neuen Freunde                 | —                                  | |
| 2015 | Selfmade Allstars                   | —                                  | mit Genetikk, Karate Andi, 257ers und Favorite |
| 2015 | Genozid                             | —                                  | enthält Ausschnitte von alten Videos |
| 2015 | John Gotti                          | Markus & Michael Weicker           | |
| 2015 | Pitbulls & AKs                      | Markus & Michael Weicker           | |
| 2016 | Winter                              | Daniel Zlotin                      | |
| 2016 | Fanpost 2                           | Daniel Zlotin                      | |
| 2016 | Nero                                | Francisco Gonzalez Sendino         | |
| 2016 | Hardcore                            | Francisco Gonzalez Sendino         | |
| 2016 | Fokus                               | Daniel Zlotin                      | |
| 2016 | Pharao                              | Daniel Zlotin                      | |
| 2016 | Einer von Millionen                 | Daniel Zlotin                      | feat. MoTrip |
| 2016 | Apokalypse                          | Alexander von Koenichstheyn        | komplett animiert |
| 2017 | Legacy                              | —                                  | |
| 2017 | Voulez Vous coucher avec MOIS       | Farhad Tahir                       | feat. Ali As, Seyed & Pretty Mo wurde während der Imperator-Tournee gedreht |
| 2017 | 24 Karat (Remix)                    | Farhad Tahir                       | feat. Ali As & Seyed |
| 2017 | Guccisandalen                       | —                                  | feat. Ali As & Seyed |
| 2017 | Bitch wir sind Alpha                | Farhad Tahir                       | feat. Ali As & Seyed |
| 2017 | Millenium                           | —                                  | Das Lied stammt aus dem Jahr 2009 |
| 2017 | Sommer                              | Bilal Hadzic                       | Das Lied stammt aus dem Jahr 2006 |
| 2017 | Rapflows, Cashflows                 | Bilal Hadzic                       | |
| 2017 | Sturmmaske auf                      | Shaho Casado                       | mit Farid Bang |
| 2017 | Zieh’ den Rucksack aus              | Bilal Hadzic                       | mit Farid Bang |
| 2017 | Gamechanger                         | Shaho Casado                       | mit Farid Bang |
| 2017 | Ave Maria                           | Shaho Casado                       | mit Farid Bang |
| 2017 | One Night Stand                     | Bilal Hadzic                       | mit Farid Bang |
| 2018 | Es wird Zeit                        | Bilal Hadzic                       | mit Farid Bang |
| 2018 | All Eyez on us                      | Shaho Casado                       | mit Farid Bang |
| 2018 | Real für die Fam                    | Bilal Hadzic                       | mit DJ Arow |
| 2018 | Mitternacht 2                       | Andrijano Ajzi                     | mit Farid Bang in Serbien gedreht |
| 2018 | In die Unendlichkeit                | Edin Dzinic                        | mit Farid Bang feat. Musiye |
| 2018 | Wie ein Alpha                       | Art Davis                          | |
| 2018 | Bars aus Dubai                      |                                    | feat. Noir |
| 2018 | Dear Lord                           | Adam Film                          | |
| 2018 | Empire State of Grind               | Ondro                              | |
| 2018 | Push it to the Limit                | Philip Hartung                     | |
| 2018 | Löwe                                | Francisco Gonzalez Sendin          | |
| 2018 | Das erste Mal                       | Art Davis                          | feat. 18 Karat |
| 2018 | Most Wanted                         | Philip Hartung                     | |
| 2018 | Gospel                              | Daniel Zlotin                      | |
| 2018 | Orbit                               | —                                  | |
| 2018 | Realtalk                            | —                                  | |
| 2018 | Frontale Faust                      | —                                  | |
| 2018 | Bossplaya                           | —                                  | |
| 2019 | 2005                                | —                                  | unter seinem bürgerlichen Namen „Felix Blume“ veröffentlicht |
| 2019 | FOYAA!!!                            | —                                  | unter seinem bürgerlichen Namen „Felix Blume“ veröffentlicht |
| 2019 | Wat is’ denn los mit dir 2          | Isy B                              | mit Majoe |
| 2019 | Alphagenetik                        | Art Davis                          | |
| 2019 | Valhalla                            | Daniel Zlotin                      | |
| 2019 | Maybachemblem                       | Max Elyx                           | |
| 2019 | Yayo                                | Daniel Zlotin                      | feat. Asche |
| 2019 | Offenes Verdeck                     | Christian Schmitz & Jannik Tondorf | feat. Asche & Farid Bang |
| 2020 | Infinitum                           | Max Elyx                           | |
| 2020 | Money Stack$                        | —                                  | feat. Young Latino (Kollegahs Alter Ego, welches er zuletzt 2005 in der RBA verwendet hat und mit dem er mit einer stark verstellten Stimme rappt) Zusammenschnitt aus verschiedenen Filmen, hauptsächlich Animes |
| 2020 | NBK Intro                           | Bilal Hadzic                       | mit Asche |
| 2020 | Gladiator                           | Max Elyx                           | mit Asche |
| 2020 | Wir sind die Täter                  | Mostafa El Garhy                   | mit Asche |
| 2020 | POV                                 | Mostafa El Garhy                   | mit Asche |
| 2020 | Jusqu’ici tout va bien              | Mostafa El Garhy                   | mit Asche |
| 2021 | Suicide                             | Mostafa El Garhy                   | mit Asche |
| 2021 | Rotlichtsonate                      | Mostafa El Garhy                   | |
| 2021 | Auf den Spuren des Universalgenies  | Lucas Rönitz                       | |
| 2021 | Showtime Fourever                   | Mostafa El Garhy, Lukas Rönitz     | |
| 2021 | Zigarrenpausenbars zum runterkommen | Lucas Rönitz                       | |
| 2021 | Zuhälteraura                        | Lucas Rönitz                       | |
| 2021 | Roid Rage                           | Lucas Rönitz                       | mit Farid Bang |
| 2021 | Lyrik Lounge – Der Personalcoach    | Lucas Rönitz                       | |
| 2021 | Rotlichtmassaker 2                  | Lucas Rönitz                       | mit Sun Diego |
| 2021 | Königsdisziplin                     | Daouda & Shereazy                  | mit Freshmaker & Cr7z feat. DJ Eule |
| 2021 | Allein                              | Art Davis                          | mit Jano |
| 2022 | Bossmode                            | Art Davis                          | |
| 2022 | Zeitgeist                           | Pascal Walterfang                  | |
| 2022 | Diplomatische Immunität             | Pascal Walterfang                  | |
| 2022 | Sinner                              | Art Davis                          | |
| 2022 | Free Spirit                         | Art Davis                          | |
| 2022 | Klassikmusik                        | Orkan Çe                           | |
| 2022 | Viking                              | Daniel Zlotin                      | |
| 2022 | Wie ein Boss                        | Velvet Vision                      | |
| 2022 | DÉJÀ-VU                             | Daniel Zlotin                      | |
| 2022 | Immernoch                           | SCALWA                             | |
| 2022 | Damoklesschwert                     | Orkan Çe                           | mit Azad |
| 2022 | Monopol                             | Daniel Zlotin                      | |
| 2022 | Dark Knight                         | Velvet Vision                      | mit Genetikk |
| 2022 | Shutupmoney                         | Velvet Vision                      | |
| 2022 | Blutmond                            | Daniel Zlotin                      | |
| 2022 | Gepanzerter Maybach                 | Orkan Çe                           | |
| 2022 | Oligarch                            | Velvet Vision                      | |
| 2022 | Weisse Tauben                       | Velvet Vision                      | |
| 2022 | Einfach auf die Fresse              | Rafael Gudelius                    | mit Farid Bang & Sun Diego |
| 2022 | Du bist Boss RMX                    |                                    | mit Marcel Reuling |
| 2023 | Lorbeerkranz                        | Joel Burnic                        | |
| 2023 | Erfolgsspur                         | Joel Burnic                        | |
| 2023 | La Deutsche Vita                    | Edin Dzinic                        | |
| 2023 | In seiner Blüte                     |                                    | |
| 2023 | Aufstehn Aufstehn                   | Tim Kowalski                       | mit Majoe |
| 2024 | Sigma                               | Art Davis                          | |
| 2024 | Blessed                             | Art Davis                          | mit Favorite |
| 2024 | Goat                                | Art Davis                          | |
| 2024 | Magnum Opus / Still King            | Joel Burnic                        | |

### Als Gastmusiker
| Jahr | Lied                         | Interpretation                | Regie                       | Anmerkungen                                                                                     |
| ---- | ---------------------------- | ----------------------------- | --------------------------- | ----------------------------------------------------------------------------------------------- |
| 2007 | Shotgun                      | Favorite                      | —                           |                                                                                                 |
| 2010 | Soldiers                     | Eurogang                      | —                           |                                                                                                 |
| 2011 | Massaka Kokain 2             | Massiv, Farid Bang            | —                           |                                                                                                 |
| 2014 | Gangsta Rap Kings            | Bushido, Farid Bang           | Daniel Zlotin               | das Musikvideo wurde im April 2015 nach der Indizierung von Bushidos Album Sonny Black entfernt |
| 2014 | King & Killa                 | Farid Bang                    | Daniel Zlotin               |                                                                                                 |
| 2014 | Kriminell und Asozial        | Al-Gear                       | —                           |                                                                                                 |
| 2014 | Egoist                       | KC Rebell, Majoe              | Daniel Zlotin               |                                                                                                 |
| 2014 | BADT                         | Majoe, Farid Bang             | Daniel Zlotin               |                                                                                                 |
| 2014 | Selfmade Legenden            | Favorite                      | —                           |                                                                                                 |
| 2016 | Euphoria                     | Ali As                        | Jakub Rzucidlo              |                                                                                                 |
| 2016 | Jebemti Majku                | Farid Bang                    | Eif Rivera                  |                                                                                                 |
| 2016 | MP5                          | Seyed                         | Alexander von Koenichstheyn |                                                                                                 |
| 2016 | Schlangen                    | Seyed, Farid Bang             | Eif Rivera                  |                                                                                                 |
| 2016 | Snapchat Clips               | Seyed                         | —                           | 360°-VR-Video                                                                                   |
| 2016 | Meine Feinde feiern mich     | Seyed                         | Alexander von Koenichstheyn |                                                                                                 |
| 2016 | Alpha ist Imperium           | Seyed                         | —                           |                                                                                                 |
| 2016 | TelVision                    | KC Rebell, PA Sports, Kianush | Shaho Casado                |                                                                                                 |
| 2017 | HS.HC                        | PA Sports                     | Shaho Casado                |                                                                                                 |
| 2017 | On Fire                      | Seyed                         | Bilal Hadzic                |                                                                                                 |
| 2018 | Medusablick                  | Jigzaw                        | —                           |                                                                                                 |
| 2018 | Oh Mein                      | Ali As & MoTrip               | Mikis Fontagnier            |                                                                                                 |
| 2019 | Paramilitär                  | Gent                          | Art Davis                   |                                                                                                 |
| 2019 | Sprudelwasser                | Jigzaw                        | Naz                         |                                                                                                 |
| 2019 | Bullets                      | Asche                         | Edin Dzinic                 |                                                                                                 |
| 2020 | Public Enemies               | Farid Bang, Fler              | Daniel Zlotin               |                                                                                                 |
| 2020 | Mashkal                      | Juri                          | Orkan Çe                    |                                                                                                 |
| 2020 | Sinaloa                      | Fard, Asche                   | Bilal Hadzic                |                                                                                                 |
| 2020 | Utopia                       | Ali As                        | —                           |                                                                                                 |
| 2020 | Makarova                     | Asche                         | Bilal Hadzic & Kollegah     |                                                                                                 |
| 2020 | MP5 II                       | Seyed                         | Seyed, Max Elyx             |                                                                                                 |
| 2020 | Ghetto Himmel Grau           | Milonair, Seyed               | Marco Bagnoli               |                                                                                                 |
| 2021 | Vollmond                     | Seyed, Asche                  | Max Elyx                    |                                                                                                 |
| 2021 | Stille                       | Genetikk                      | URX Video                   |                                                                                                 |
| 2021 | Nur noch einmal              | 18 Karat                      | Robert Wunsch               |                                                                                                 |
| 2022 | Memento Mori                 | Seyed                         | Luka Katic, Seyed           |                                                                                                 |
| 2022 | Fighters                     | Nedal Nib                     | LP & Schiden                |                                                                                                 |
| 2022 | BA3T                         | Majoe, Farid Bang             | Daniel Zlotin               |                                                                                                 |
| 2022 | Kriegshammer                 | Seyed, Asche                  | Velvet Vision               |                                                                                                 |
| 2022 | Molotov                      | Farid Bang, Capital Bra       | Macduke                     |                                                                                                 |
| 2022 | Still Killas                 | Asche                         | Orkan Çe                    |                                                                                                 |
| 2022 | Home Invade                  | Juri, Sun Diego               | Lucca Mille                 |                                                                                                 |
| 2023 | Air Max                      | Silla                         | Kwerschnitt                 |                                                                                                 |
| 2023 | Dead Presidents              | Asche, Robbie Banks           | Joel Burnic                 |                                                                                                 |
| 2023 | Bosshaftes Massaker          | Asche                         | GH.TV                       |                                                                                                 |
| 2025 | best of both worlds          | Robbie Banks                  |                             |                                                                                                 |
| 2025 | Bis hier lief alles noch gut | Asche                         |                             |                                                                                                 |

## Sonderveröffentlichungen
| Jahr | Lied Album                                           | Anmerkungen                                                                                  |
| ---- | ---------------------------------------------------- | -------------------------------------------------------------------------------------------- |
| 2006 | Immer fly Die Welt hört mich                         | Erstveröffentlichung: 7. April 2016 Casper feat. Kollegah                                    |
| 2006 | Ich represente Kopfschuss                            | Erstveröffentlichung: August 2006 Deine Ltan feat. Kollegah                                  |
| 2007 | Bossrap Harlekin                                     | Erstveröffentlichung: 26. Januar 2007 Favorite feat. Kollegah                                |
| 2007 | Shotgun Harlekin                                     | Erstveröffentlichung: 26. Januar 2007 Favorite feat. Kollegah                                |
| 2008 | Ghettoboyz Anarcho                                   | Erstveröffentlichung: 2. Mai 2008 Favorite feat. Kollegah                                    |
| 2008 | 30 Anarcho                                           | Erstveröffentlichung: 2. Mai 2008 Favorite feat. Kollegah                                    |
| 2008 | Straße 2 Hin zur Sonne                               | Erstveröffentlichung: 9. Mai 2008 Casper feat. Kollegah                                      |
| 2008 | Chopperz Status: Ballin                              | Erstveröffentlichung: 17. August 2008 Jason feat. Marsin & Kollegah                          |
| 2009 | Kreideumriss Ich Bin Jesse James                     | Erstveröffentlichung: 19. Juni 2009 Sinan-G feat. Kollegah                                   |
| 2009 | Leichtathlet Der Kugel Schreiber 3                   | Erstveröffentlichung: 17. August 2009 Animus feat. Kollegah                                  |
| 2009 | Straßenapotheker 2,5 Killerspiele                    | Erstveröffentlichung: August 2009 Morbid feat. Kollegah                                      |
| 2009 | Oberarme angespannt Der Ghettotraum in Handarbeit    | Erstveröffentlichung: 6. November 2009 Massiv feat. Kollegah                                 |
| 2009 | Bossrapper 2 Ganz normal                             | Erstveröffentlichung: 7. Dezember 2009 Chissmann feat. Kollegah                              |
| 2010 | Ey Yo Asphalt Massaka 2                              | Erstveröffentlichung: 12. März 2010 Farid Bang feat. Kollegah                                |
| 2010 | Discobitch Ehrenkodex                                | Erstveröffentlichung: 2. April 2010 Toony & DJ Tomekk feat. Kollegah                         |
| 2010 | Bamm City Riggedi Rawtakes Vol. 2                    | Erstveröffentlichung: 2. Juli 2010 Migo feat. Kollegah                                       |
| 2010 | Rotlichtmilieu Azzlack Stereotyp                     | Erstveröffentlichung: 29. Oktober 2010 Haftbefehl feat. Kollegah                             |
| 2010 | Von Boss zu Boss Arschlochalarm                      | Erstveröffentlichung: 7. November 2010 Affenboss feat. Kollegah                              |
| 2010 | Katapult Feierabend                                  | Erstveröffentlichung: 19. November 2010 Summer Cem feat. RAF Camora & Kollegah               |
| 2010 | 60 Terrorbars Infinity Alter Ego                     | Erstveröffentlichung: 26. November 2010 Fard feat. Farid Bang, Summer Cem, Snaga & Kollegah  |
| 2010 | Soldiers Soldiers EP                                 | Erstveröffentlichung: 24. Dezember 2010 Eurogang feat. Kollegah                              |
| 2011 | Pyramide Christoph Alex                              | Erstveröffentlichung: 6. Mai 2011 Favorite feat. Kollegah                                    |
| 2011 | Sie hassen uns immer noch Over the Top Reloaded      | Erstveröffentlichung: 15. Juli 2011 Toony feat. Kollegah                                     |
| 2011 | Massaka Kokain 2 Eine Kugel reicht nicht             | Erstveröffentlichung: 28. Oktober 2011 Massiv feat. Kollegah                                 |
| 2012 | The Business Moneyrain Entertainment Vol. 1          | Erstveröffentlichung: 20. Januar 2012 Sun Diego, John Webber, Aleks M., Locke feat. Kollegah |
| 2012 | Stripclub Moneyrain Entertainment Vol. 1             | Erstveröffentlichung: 20. Januar 2012 Sun Diego & Sensation feat. Kollegah                   |
| 2012 | Last Action Hero (Remix) Hinterhofjargon             | Erstveröffentlichung: 25. Mai 2012 Celo & Abdi feat. Kollegah                                |
| 2012 | Partyschiffpirat                                     | Erstveröffentlichung: 7. August 2012 Get No Sleep Collective feat. Kollegah                  |
| 2013 | A La Muerte D.N.A.                                   | Erstveröffentlichung: 21. Juni 2013 Genetikk feat. Kollegah                                  |
| 2013 | Katapult 2 Babas, Doowayst & Bargeld                 | Erstveröffentlichung: 8. November 2013 Summer Cem feat. Kollegah & RAF Camora                |
| 2013 | Kollegah und der Boss Detox                          | Erstveröffentlichung: 6. Dezember 2013 Jewlz da Hoodwatcha feat. Kollegah                    |
| 2014 | Fack Ju Killa                                        | Erstveröffentlichung: 14. März 2014 Farid Bang feat. N.O.R.E. & Kollegah                     |
| 2014 | Business Waffendeals –                               | Erstveröffentlichung: 4. Mai 2014 Amok & Omega feat. Kollegah                                |
| 2014 | Training Day #UDED                                   | Erstveröffentlichung: 29. August 2014 Koree feat. Kollegah                                   |
| 2014 | Muskulöse Übernahme BADT                             | Erstveröffentlichung: 5. September 2014 Majoe feat. Kollegah                                 |
| 2014 | Hidden Track BADT                                    | Erstveröffentlichung: 5. September 2014 Majoe feat. Kollegah                                 |
| 2014 | Bosshaft Unterwegs BADT                              | Erstveröffentlichung: 5. September 2014 Majoe feat. Kollegah                                 |
| 2014 | Alle meine Fans FVCKB!TCHE$GETMONE¥                  | Erstveröffentlichung: 10. Oktober 2014 Shindy feat. Kollegah                                 |
| 2014 | Or Nah (German Version) Blood Moon: Year Of The Wolf | Erstveröffentlichung: 31. Oktober 2014 The Game feat. Kollegah                               |
| 2015 | Dschungelabenteuer pp = mc2                          | Erstveröffentlichung: 9. Januar 2015 Prinz Pi feat. Kollegah                                 |
| 2015 | Selfmade Legenden Neues von Gott                     | Erstveröffentlichung: 23. Januar 2015 Favorite feat. Kollegah                                |
| 2015 | Sirens Nautilus                                      | Erstveröffentlichung: 24. April 2015 Alexis Troy feat. Kollegah                              |
| 2015 | Follow your dreams Real Love (Summer 2K15 Mix)       | Erstveröffentlichung: 2. Juli 2015 Mr.Da-Nos feat. Kollegah                                  |
| 2016 | Wir bangen die Szene Engel mit der AK                | Erstveröffentlichung: 3. Juni 2016 Seyed feat. Kollegah                                      |
| 2016 | Gun im Schritt Engel mit der AK                      | Erstveröffentlichung: 3. Juni 2016 Seyed feat. Kollegah                                      |
| 2016 | Realtalk Gangland                                    | Erstveröffentlichung: 30. September 2016 Manuellsen feat. Kollegah                           |
| 2017 | Ich will mehr Auge des Tigers                        | Erstveröffentlichung: 10. Februar 2017 Majoe feat. Kollegah                                  |
| 2017 | Stalin Vision                                        | Erstveröffentlichung: 31. März 2017 Kurdo feat. Kollegah                                     |
| 2017 | Bordstein Westfalen König von Deutschland            | Erstveröffentlichung: 22. September 2017 Eko Fresh feat. Farid Bang, Deemah & Kollegah       |
| 2018 | Veteranentreffen Ein Onkel von Welt                  | Erstveröffentlichung: 6. Juni 2018 Pillath feat. Kollegah                                    |
| 2018 | Düsseldorfer 2 DVC                                   | Erstveröffentlichung: 03. August 2018 Al Gear feat. Farid Bang & Kollegah                    |
| 2018 | 5ive Hoes D.N.A. 2                                   | Erstveröffentlichung: 17. August 2018 Genetikk feat. Kollegah                                |
| 2019 | Hang with Us                                         | Erstveröffentlichung: 24. Januar 2019 Laioung feat. Kollegah                                 |
| 2019 | Daytona Rainbow Jackpott                             | Erstveröffentlichung: 8. März 2019 Sinan-G feat. Kollegah                                    |
| 2019 | Warum Je m'appelle Kriminell                         | Erstveröffentlichung: 31. Mai 2019 18 Karat feat. Kollegah                                   |
| 2020 | Mashkal Bratans aus Favelas 2                        | Erstveröffentlichung: 24. Juli 2020 Juri feat. Kollegah                                      |
| 2020 | Sinaloa Nazizi                                       | Erstveröffentlichung: 27. August 2020 Fard feat. Kollegah & Asche                            |
| 2020 | Ghetto Himmel Grau Stash                             | Erstveröffentlichung: 15. Oktober 2020 Milonair feat. Kollegah & Seyed                       |
| 2021 | Kein Weg zu weit Widder                              | Erstveröffentlichung: 26. März 2021 Fler feat. Kollegah                                      |
| 2021 | Eine Bruderschaft bleibt Asozialer Marokkaner        | Erstveröffentlichung: 23. Juli 2021 Farid Bang feat. Kollegah                                |
| 2022 | Nur noch einmal Uncut                                | Erstveröffentlichung: 7. Januar 2022 18 Karat feat. Kollegah                                 |
| 2022 | Home Invade Königshaki                               | Erstveröffentlichung: 7. Juli 2022 Juri feat. Kollegah & Sun Diego                           |
| 2022 | Molotov Deutschrap brandneu                          | Erstveröffentlichung: 15. Juli 2022 Capital Bra & Farid Bang feat. Kollegah                  |
| 2023 | Air Max                                              | Erstveröffentlichung: 21. Juli 2023 Silla feat. Kollegah                                     |
| 2024 | Achilles & Herkules Lang lebe Asche                  | Erstveröffentlichung: 16. Mai 2024 Asche feat. Kollegah                                      |
| 2024 | Never Give Up Lang lebe Asche                        | Erstveröffentlichung: 16. Mai 2024 Asche feat. Kollegah                                      |
| 2024 | Rolling Stones Lang lebe Asche                       | Erstveröffentlichung: 16. Mai 2024 Asche feat. Kollegah                                      |
| 2024 | Tokio Nights Lang lebe Asche                         | Erstveröffentlichung: 16. Mai 2024 Asche feat. Kollegah                                      |
| 2024 | Trinity Lang lebe Asche                              | Erstveröffentlichung: 16. Mai 2024 Asche & Robbie Banks feat. Kollegah                       |
| 2025 | best of both worlds The Italian Way (EP)             | Erstveröffentlichung: 11. April 2025 Robbie Banks feat. Kollegah                             |
| 2025 | Bis hier lief alles noch gut Barcode II              | Erstveröffentlichung: 9. Mai 2025 Asche feat. Kollegah                                       |

Kollegah veröffentlichte neun Disstracks, die sich gegen mehrere deutsche Rapper richten. Seinen ersten veröffentlichte er im Jahr 2006. Fanpost 2 wurde binnen 15 Minuten von YouTube entfernt. Am 10. August 2018 erschien auf Kollegahs und Farid Bangs Kollaboalbum Platin war gestern der Track Der letzte Krieg, in dem Farid Bang und Kollegah den Rapper Shindy dissen und diesen als ihren letzten gemeinsamen „Krieg“ bezeichnen. Anschließend folgten zwei weitere Disstracks gegen Shindy.
| Jahr | Lied Album                          | Anmerkungen |
| ---- | ----------------------------------- | --- |
| 2006 | H.A.T.E.R –                         | gegen Sido (aus der Sicht von Bushido gerappt, der sich zum Veröffentlichungszeitpunkt in einem Konflikt mit Sido befand) |
| 2007 | Ein guter Tag zum Sterben Chronik 1 | Erstveröffentlichung: 23. Februar 2007 gegen Separate                                                                     |
| 2009 | Fanpost –                           | Erstveröffentlichung: 20. März 2009 gegen Fler, Kitty Kat und Silla                                                       |
| 2009 | Warnschüsse –                       | Erstveröffentlichung: 25. Dezember 2009 gegen Sido                                                                        |
| 2016 | Fanpost 2 –                         | Erstveröffentlichung: 2. September 2016 gegen Fler                                                                        |
| 2017 | Legacy                              | Erstveröffentlichung: 14. Juli 2016 gegen Sun Diego                                                                       |
| 2018 | Der letzte Krieg Platin war gestern | Erstveröffentlichung: 10. August 2018; mit Farid Bang gegen Shindy                                                        |
| 2023 | In seiner Blüte La Deutsche Vita    | Erstveröffentlichung: 7. Mai 2023 gegen Shindy                                                                            |
| 2024 | Sidequest T.O.N.I. Style EP         | Erstveröffentlichung: Erstveröffentlichung: 2. August 2024 gegen Shindy                                                   |

Kollegah veröffentlichte in seiner Karriere 31 Freetracks. Im Februar 2018 erschienen einige der Freetracks auf der Kompilation Freetracks Compilation.
| Jahr | Titel                                             | Anmerkungen                                                                                          |
| ---- | ------------------------------------------------- | --- |
| 2004 | Edelpuffkiller                                    | Erstveröffentlichung: 1. Oktober 2004                                                                |
| 2005 | Kid Hook (Remix)                                  | Remix seiner RBA-Runden                                                                              |
| 2005 | Bling Bling Drive-By                              | Erstveröffentlichung: 14. April 2005                                                                 |
| 2005 | Untertreiberrap                                   | HipHop.de-Exclusive                                                                                  |
| 2005 | Zwischen die Augen                                | feat. Baenkhog & DJ Crest                                                                            |
| 2006 | Untergrund Union                                  | feat. Sunny & Migo                                                                                   |
| 2006 | Tonistyle                                         | |
| 2006 | 16 Bars Exklusive                                 | |
| 2007 | Waffenfetisch                                     | |
| 2008 | Hero                                              | |
| 2008 | Bodyguard                                         | feat. Sun Diego                                                                                      |
| 2008 | So meine Freunde                                  | Erstveröffentlichung: 19. Oktober 2008                                                               |
| 2008 | Diese Rapper                                      | |
| 2009 | Wir ficken die Szene                              | mit Farid Bang                                                                                       |
| 2011 | Facebook Exclusive                                | Erstveröffentlichung: 5. September 2011                                                              |
| 2012 | Mosaikmuster Freetracks Compilation               | Erstveröffentlichung: 2. April 2012 exclusive für das Erreichen von 400.000 Likes auf Facebook       |
| 2012 | Ich bin King Freetracks Compilation               | Erstveröffentlichung: 5. Juni 2012 exclusive für das Erreichen von 500.000 Likes auf Facebook        |
| 2012 | Splash 2012 Exclusive Acapella                    | Erstveröffentlichung: 8. Juli 2012                                                                   |
| 2012 | G-Punkt                                           | Erstveröffentlichung: 19. Oktober 2012                                                               |
| 2013 | Der Fahrkartenkontrolleur                         | Erstveröffentlichung: 11. Februar 2013                                                               |
| 2013 | Pushergene Freetracks Compilation                 | Erstveröffentlichung: 24. Februar 2013                                                               |
| 2013 | Paranoia Freetracks Compilation                   | Erstveröffentlichung: 2. August 2013 exclusive für das Erreichen von 800.000 Likes auf Facebook      |
| 2013 | Ruhe vor dem Sturm Freetracks Compilation         | Erstveröffentlichung: 4. November 2013 exclusive für das Erreichen von 900.000 Likes auf Facebook    |
| 2013 | Armageddon Freetracks Compilation                 | Erstveröffentlichung: 26. November 2013 exclusive für das Erreichen von 1.000.000 Likes auf Facebook |
| 2013 | NWO Freetracks Compilation                        | Erstveröffentlichung: 22. Dezember 2013 exclusive für das Erreichen von 1.100.000 Likes auf Facebook |
| 2014 | Ghettoworkout Freetracks Compilation              | Erstveröffentlichung: 11. März 2014 Bodybuilding-Motivations Lied                                    |
| 2014 | Bosstransformation Freetracks Compilation         | Erstveröffentlichung: 25. Juli 2014 Bodybuilding-Motivations Lied                                    |
| 2015 | 20 Zuhälterbars Exclusive Freetracks Compilation  | Erstveröffentlichung: 3. Dezember 2015                                                               |
| 2015 | Bosshafte Weihnachten 2015 Freetracks Compilation | Erstveröffentlichung: 24. Dezember 2015 Lied zum Weihnachtsfest 2015                                 |
| 2021 | Allein                                            | Erstveröffentlichung: 24. Dezember 2021 feat. Jano                                                   |

Die Juice CD ist ein Sampler, der dem monatlich erscheinenden Magazin Juice beigelegt ist. Kollegah war auf sieben der CDs mit einem Lied vorhanden.
| Jahr | Titel                    | Anmerkungen                                                |
| ---- | ------------------------ | ---------------------------------------------------------- |
| 2007 | Schädelbasisbrecher      | Juice-CD #80                                               |
| 2008 | Bodyguard                | Juice-CD #88                                               |
| 2009 | Mitternacht              | Juice-CD #98; mit Farid Bang                               |
| 2009 | Autogramm                | Juice-CD #100                                              |
| 2013 | Titan (The Bionix Remix) | Juice-Ausgabe #150; Juice-CD #115                          |
| 2014 | Imperator                | Juice-Ausgabe #157; Juice-CD #122                          |
| 2015 | Chronik 3                | Juice-Ausgabe #170; Juice-CD #131 mit Karate Andi und SSIO |

## Statistik

### Chartauswertung
|                     | DE     | AT     | CH     |
| ------------------- | ------ | ------ | ------ |
| Nummer-eins-Alben   | DE11DE | AT6AT  | CH7CH  |
| Top-10-Alben        | DE15DE | AT13AT | CH12CH |
| Alben in den Charts | DE20DE | AT17AT | CH16CH |

|                       | DE      | AT     | CH     |
| --------------------- | ------- | ------ | ------ |
| Nummer-eins-Singles   | DE1DE   | AT—AT  | CH—CH  |
| Top-10-Singles        | DE7DE   | AT2AT  | CH—CH  |
| Singles in den Charts | DE133DE | AT51AT | CH35CH |

### Auszeichnungen für Musikverkäufe
| Silberne Schallplatte - Europa (Impala) - 2014: für das Album Kollegah 2× Silberne Schallplatte - Europa (Impala) - 2014: für das Album Bossaura 2× Goldene Schallplatte - Europa (Impala) - 2014: für das Album Jung, brutal, gutaussehend 2 |

Anmerkung: Auszeichnungen in Ländern aus den Charttabellen bzw. Chartboxen sind in ebendiesen zu finden.
| Land/RegionAuszeichnungen für Musikverkäufe (Land/Region, Auszeichnungen, Verkäufe, Quellen) | Silber     | Gold       | Platin     | Verkäufe  | Quellen           |
| -------------------------------------------------------------------------------------------- | ---------- | ---------- | ---------- | --------- | ----------------- |
| Deutschland (BVMI)                                                                           | —          | 9× Gold9   | 2× Platin2 | 1.800.000 | musikindustrie.de |
| Europa (Impala)                                                                              | 3× Silber3 | 2× Gold2   | —          | (210.000) | Einzelnachweise   |
| Österreich (IFPI)                                                                            | —          | 3× Gold3   | Platin1    | 37.500    | ifpi.at           |
| Schweiz (IFPI)                                                                               | —          | 2× Gold2   | —          | 20.000    | Einzelnachweise   |
| Insgesamt                                                                                    | 3× Silber3 | 16× Gold16 | 3× Platin3 |           |                   |